# Castillo de Braunfels

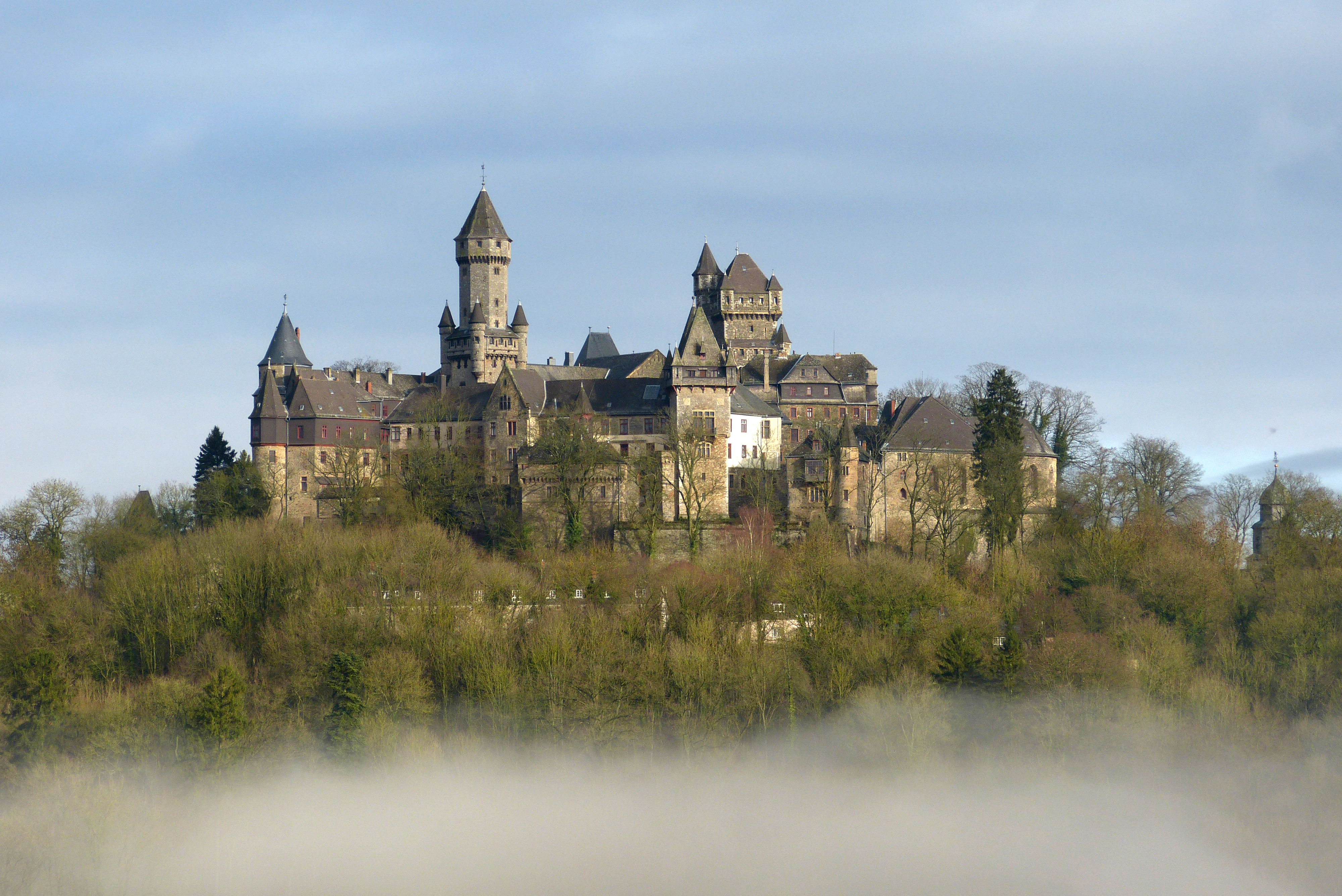
El castillo de Braunfels bajo la niebla matinal

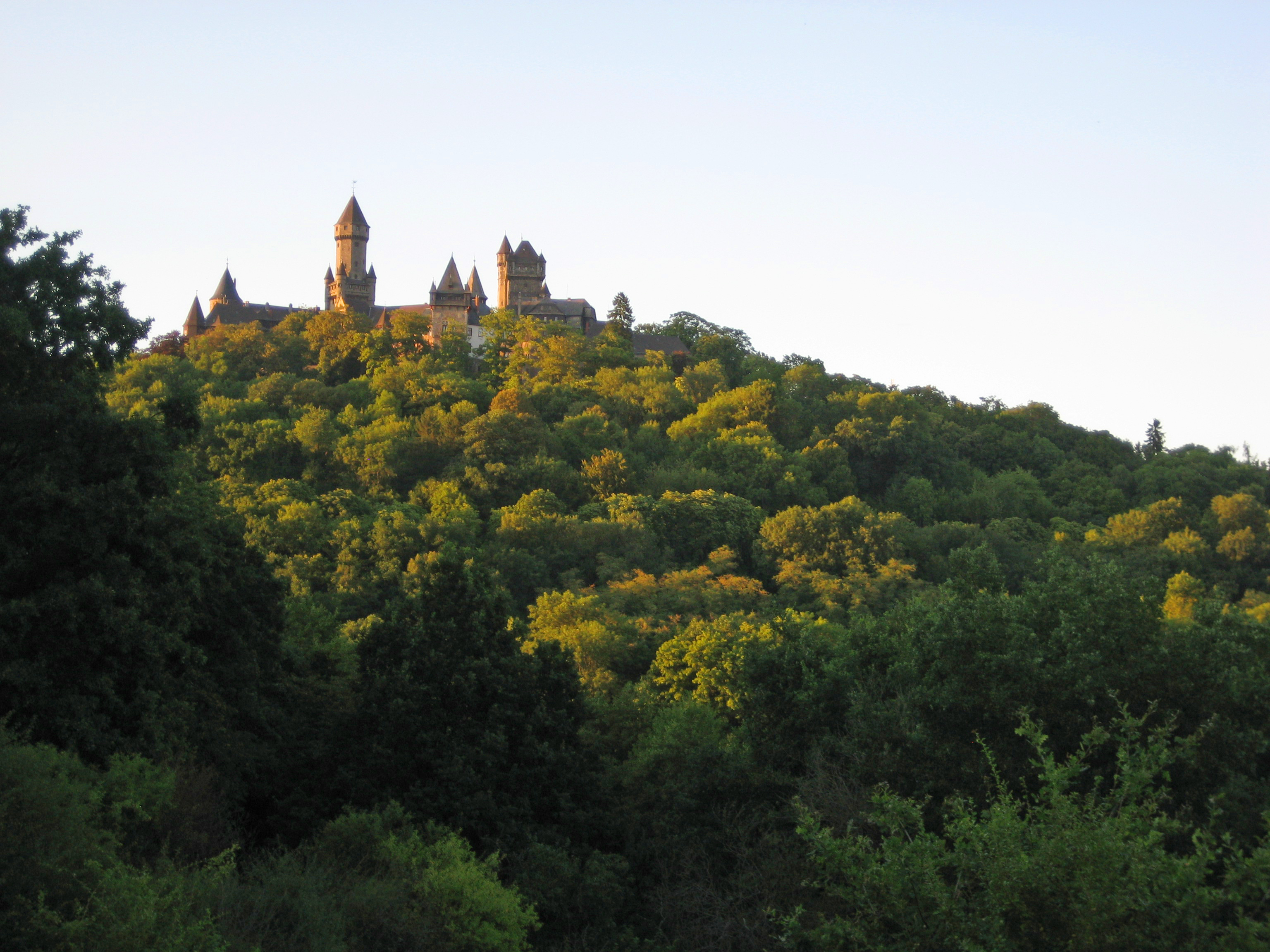
Castillo de Braunfels (2013) - La torre octogonal de la izquierda es la nueva torre del homenaje, mientras que la de la derecha es la antigua.

Situado en lo alto de una colina de basalto, el castillo de Braunfels (en alemán, Schloss Braunfels) domina la ciudad balneario de Braunfels, en el distrito de Lahn-Dill, en Hesse (Alemania). Desde el siglo XIII, fue residencia y sede del gobierno de los condes y, más tarde, príncipes de Solms-Braunfels. Curiosamente, el castillo sigue en posesión de la familia hasta nuestros días, ahora bajo la administración de los condes de Oppersdorff-Solms-Braunfels.
El castillo de Braunfels domina el paisaje circundante, adentrándose en el valle del Lahn, y constituye un contrapunto paisajístico y cultural al castillo de Schaumburg, en el valle inferior del Lahn. En el siglo XIX, el castillo fue ampliamente remodelado en estilo gótico, caracterizado por el uso deliberado de formas distintivas. Como resultado, el castillo de Braunfels se erige como un ejemplo excepcional de la arquitectura romántica e historicista de ese periodo en Alemania.
En la actualidad, la familia ha abierto el castillo al público. Además, el castillo se utiliza como lugar de rodaje.

## Nombre
Braunfels significa «roca marrón» en alemán.

## Historia

### Edad Media

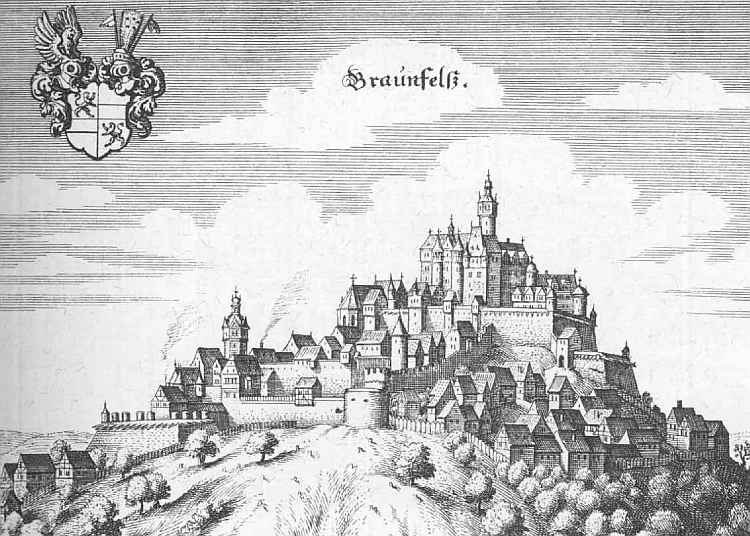
El castillo en un grabado de Matthäus Merian, 1655.

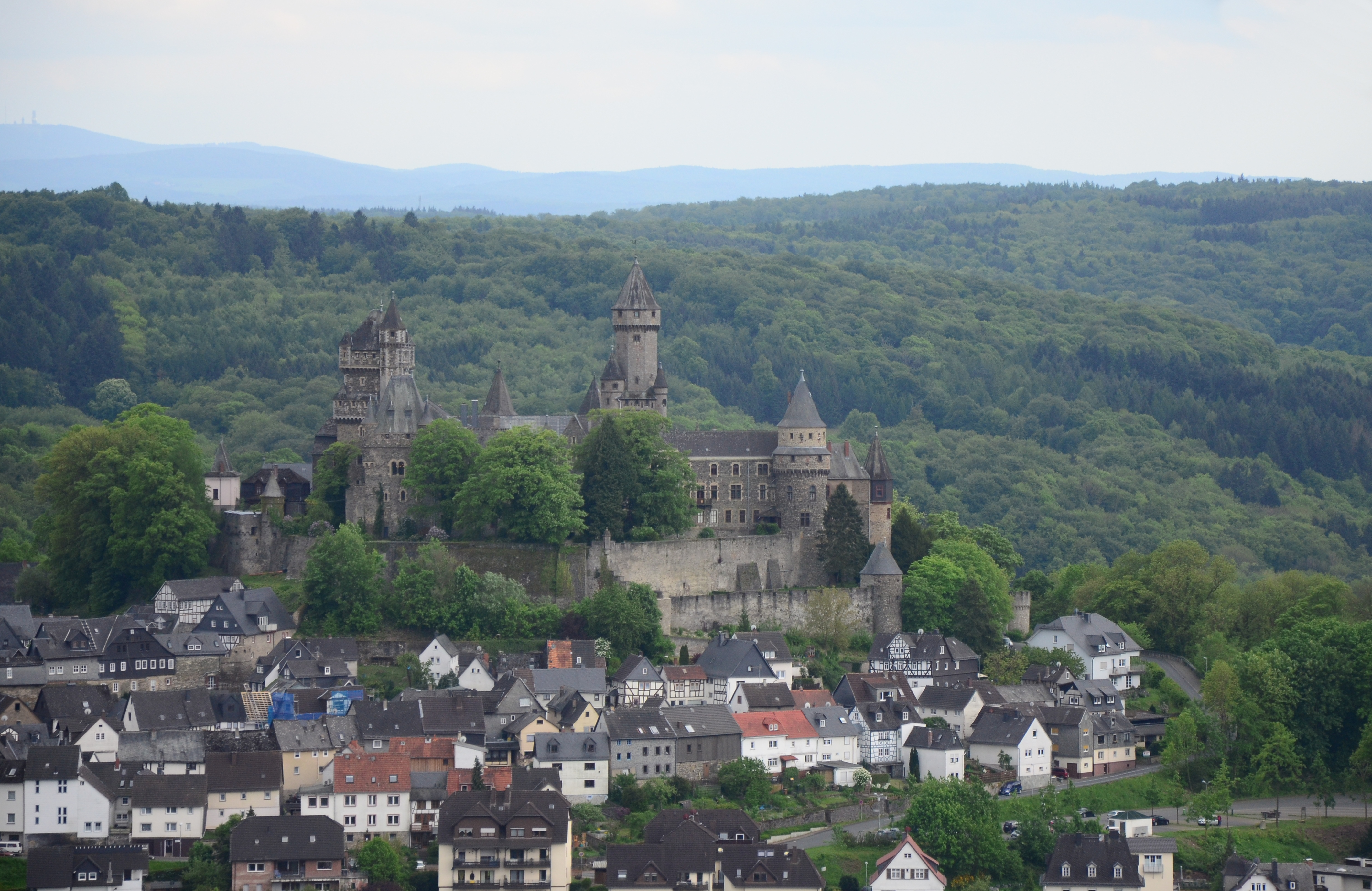
Castillo de Braunfels (2016)

El castillo se menciona por primera vez en un documento de 1246 como castellum brunenvelz.En un principio fue una fortaleza defensiva contra los condes de Nassau, pero a partir de 1280 se convirtió en la residencia de los condes de Solms. Tras la división del patrimonio familiar en tres ramas y la destrucción del castillo solariego de Solms por la Liga de Ciudades Renanas, el castillo de Braunfels se convirtió en 1384 en la nueva sede solariega de los condes de Solms-Braunfels, única línea superviviente de las tres. En 1418 ya habían heredado todas las propiedades. Tras otras divisiones y reunificaciones, esta línea sigue existiendo en la actualidad.
Entre los siglos XV y XVII se realizaron grandes ampliaciones del castillo principal. Hacia 1500, el conde Otón II hizo ampliar el castillo medieval hasta convertirlo en fortaleza, de cuya fase se conserva la iglesia, de estilo gótico tardío. Un grabado de August Rumpf, representado por Matthäus Merian en su Topographia Hassiae de 1655, permite hacerse una idea del estado del castillo antes de su transformación barroca, que comenzó en 1680.

### Guerra de los Treinta Años

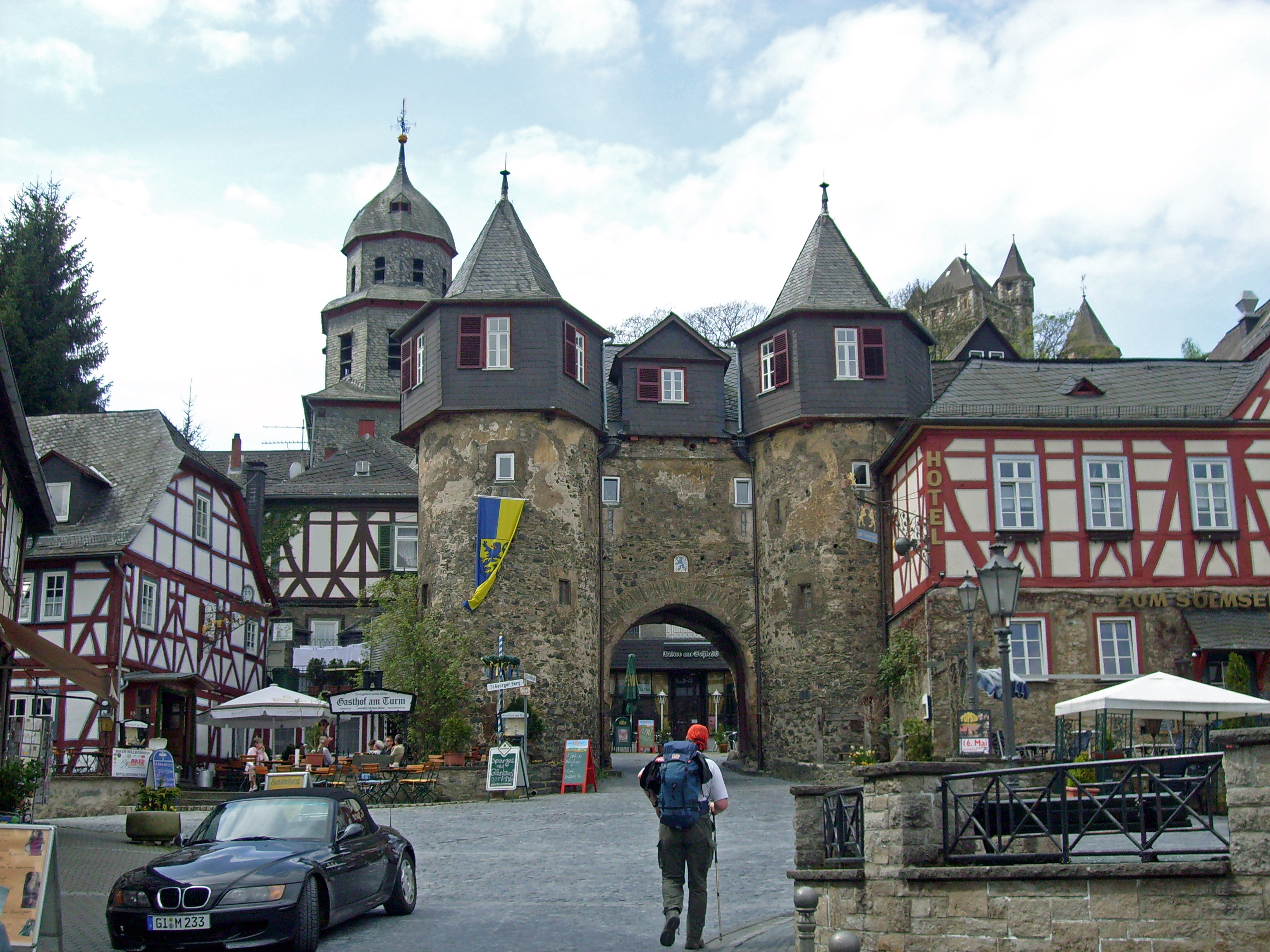
Entrada al castillo de Braunfels desde la ciudad

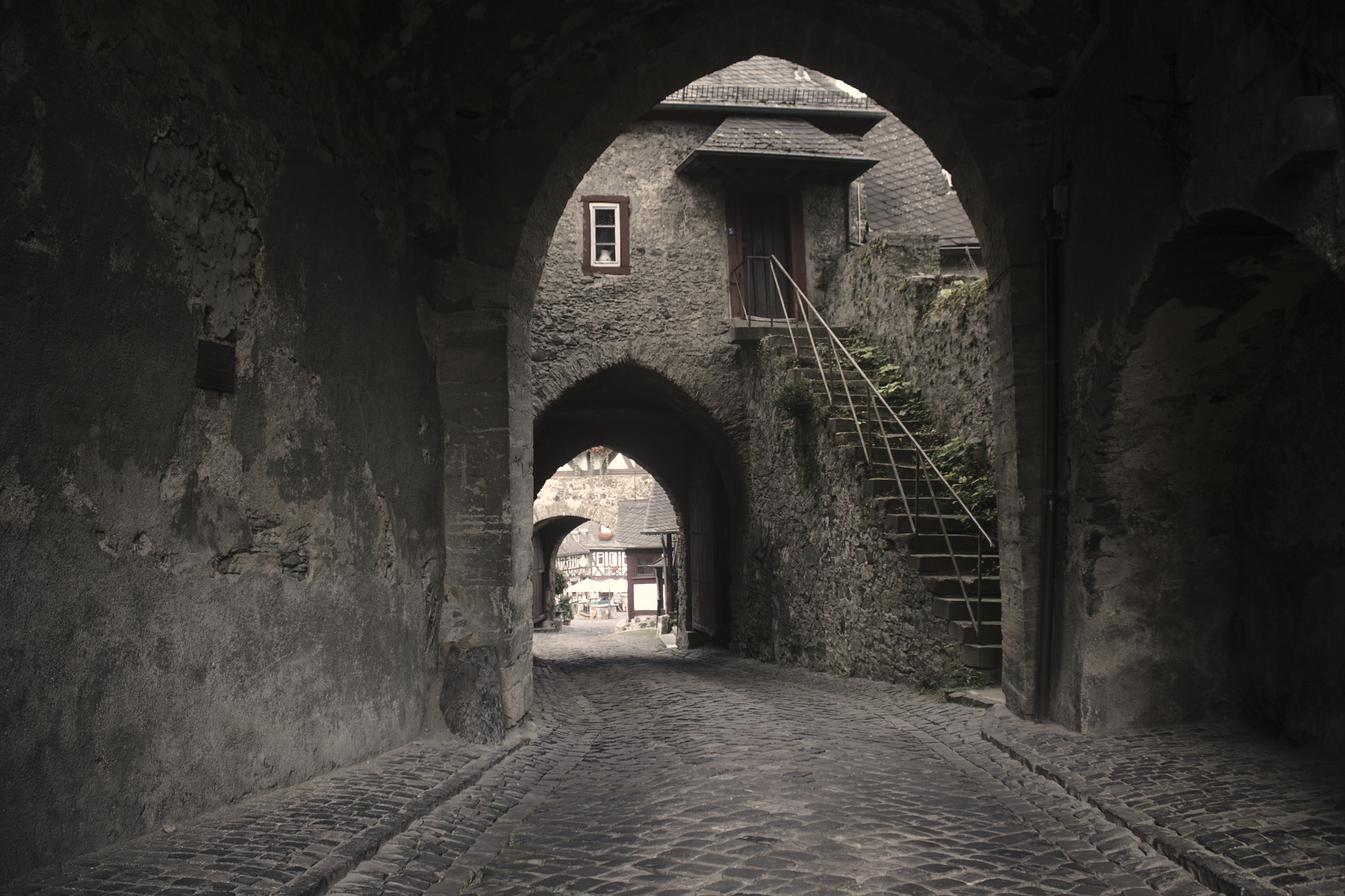
Una vista a través de las puertas del castillo.

Durante la guerra de los Treinta Años,  el castillo de Braunfels fue disputado y sufrió graves daños.
Debido a su apoyo a Federico V, el Rey de Invierno, el conde Johann Albrecht I de Solms-Braunfels fue puesto bajo prohibición imperial y, en 1621, el castillo fue tomado sin resistencia por tropas españolas en nombre del emperador.En 1629, el conde Philipp Moritz de Hohensolms sitió con éxito la ciudad y el castillo de Braunfels.
En 1630, el emperador Fernando II concedió el castillo a Johann Tserclaes, conde de Tilly. En 1632, las tropas suecas lo capturaron, pero un año más tarde, en 1634, las fuerzas imperiales recuperaron el control. En 1635, el conde Luis Enrique de Nassau-Dillenburg tomó el castillo en un ataque sorpresa. En 1640, después de un asedio, las tropas de Bernardo de Sajonia-Weimar al servicio de Francia capturaron el castillo, pero el conde Johann Albrecht II de Solms-Braunfels recuperó el control en 1641.

#### Amalia de Solms-Braunfels

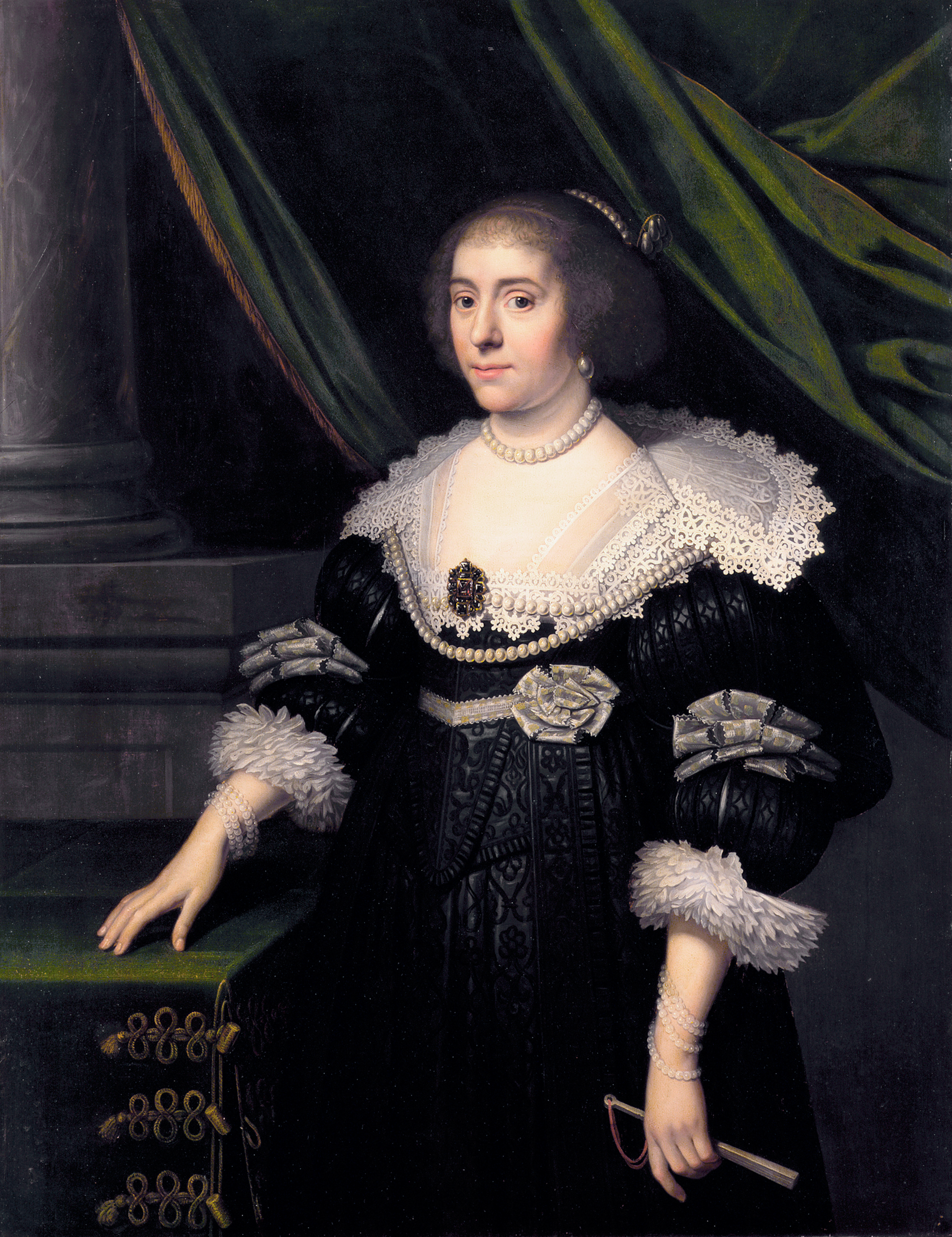
Amalia de Solms-Braunfels de Michiel van Mierevelt

Amalia de Solms-Braunfels (1602–1675), nacida en el castillo de Braunfels, fue la décima de los trece hijos del conde Juan Alberto I de Solms-Braunfels y la condesa Ana de Sayn-Wittgenstein. Debido a la guerra de los Treinta Años, ella y su familia huyeron a los Países Bajos, donde se casó con Federico Enrique, príncipe de Orange, en 1625.Actuó como consejera política de su esposo durante su reinado y como su suplente de facto y regente durante su enfermedad, de 1640 a 1647.También presidió el consejo de regencia durante la minoría de edad de su nieto Guillermo III, príncipe de Orange, entre 1650 y 1672. A través de matrimonios estratégicos, aumentó significativamente su influencia en toda Europa. Su hijo Guillermo III se casó con María Estuardo y fue rey de Inglaterra, Irlanda y Escocia desde 1689 hasta su muerte en 1702. Otras hijas se casaron con familias notables, entre ellas Federico Guillermo, príncipe elector de Brandeburgo.
Transformó la corte de La Haya en un centro cultural europeo. El legado de Amalia incluye su destreza política y encargos arquitectónicos como el palacio de Huis ten Bosch, en La Haya. Se la recuerda como una destacada figura europea con profundos vínculos con Braunfels. 

### Transformación barroca

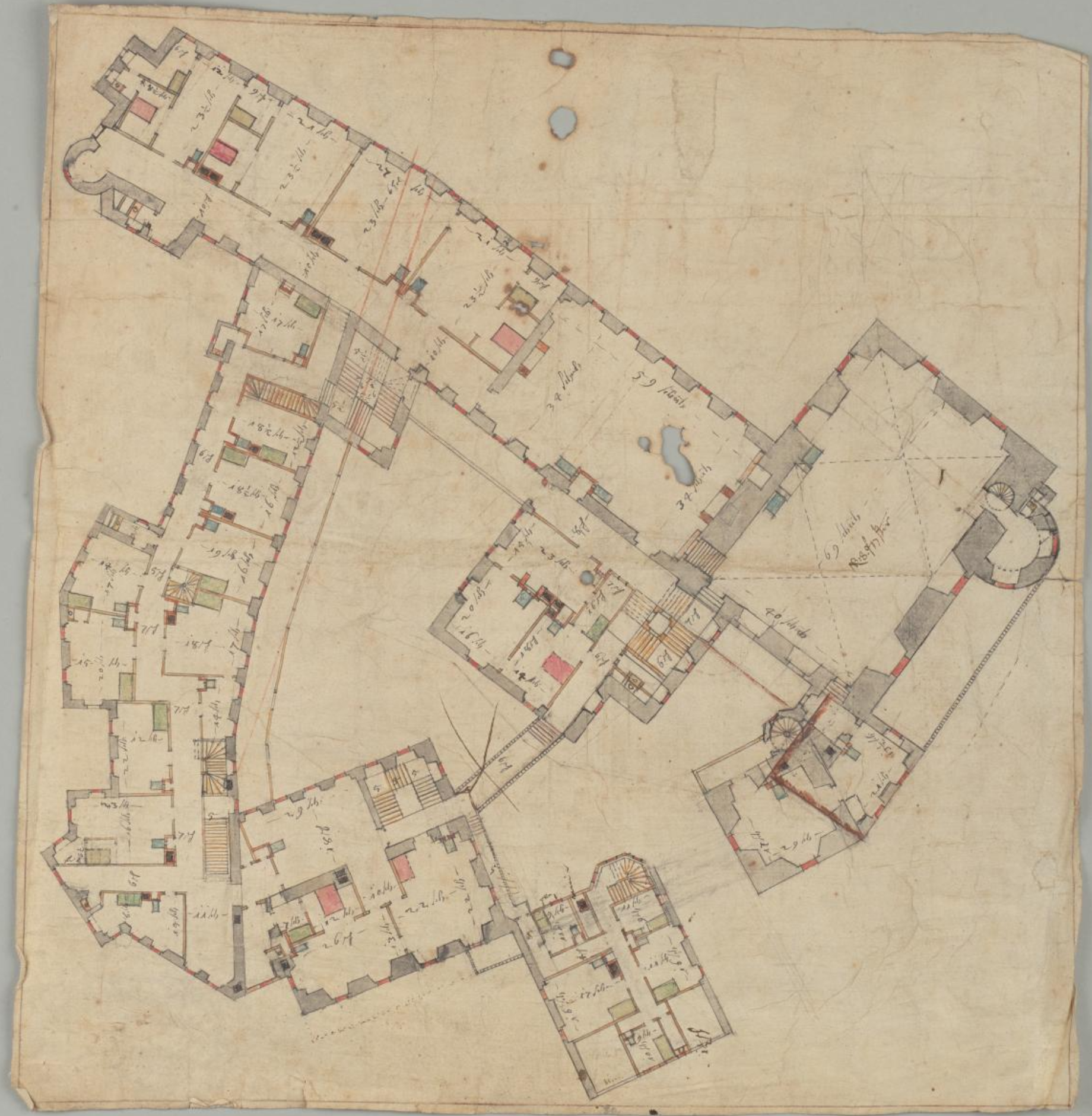
Diseño del plano del castillo de Braunfels en 1660 (Hessisches Staatsarchiv Marburg)

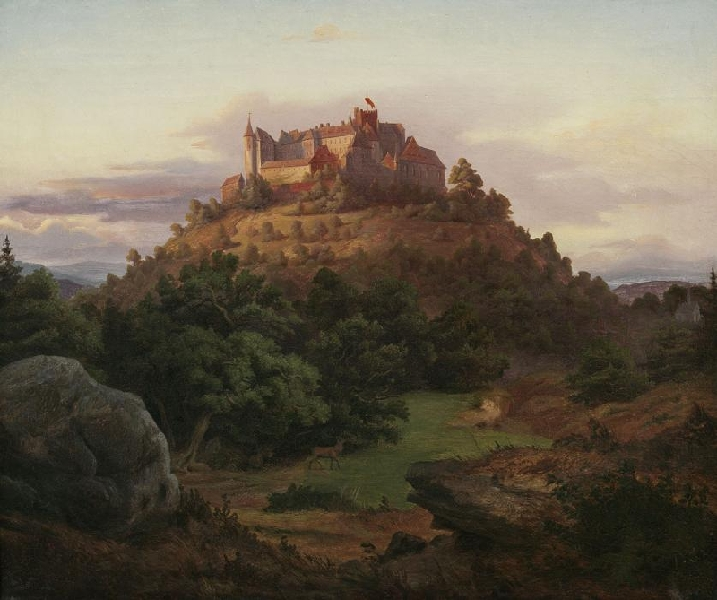
El castillo de Braunfels, de Johannes Deiker (1845)

El conde Hendrik Trajectinus (1636-1693) fue oficial del ejército de los Estados neerlandeses y apoyó a su primo, Guillermo de Orange, durante su invasión de Inglaterra en el marco de la Revolución Gloriosa. Bajo su mando, un contingente de la Guardia Azul fue el primero en entrar en Londres y asegurarla para Guillermo. Más tarde acompañó a Guillermo, ya rey con el nombre de Guillermo III de Inglaterra, en su campaña irlandesa de 1690, en la que participó en la batalla del Boyne, una victoria decisiva sobre el ejército irlandés de  Jacobo II
Hendrik Trajectinus transformó el castillo de Braunfels en un estilo barroco, aunque fue destruido por un gran incendio en la ciudad en 1679.Después de la muerte del conde, el último miembro de la línea principal de los Solms, en 1693, su sucesor y primo Wilhelm Moritz (1651-1724), que vivía en el castillo de Greifenstein y pertenecía a la línea de Greifenstein de la familia Solms, se mudó a Braunfels. Wilhelm Moritz reconstruyó el castillo rápidamente al inicio del siglo XVIII.Más tarde, en 1696, diseñó la «cour d'honneur» con un patrón de damero y, en 1700, amplió el llamado Ottonische Bau. En 1704, estableció el parque de juegos de Braunfels.En 1712 se ampliaron y finalizaron las obras del Cabinettsbau, que anteriormente habían sido las cocinas, la cervecería y el edificio administrativo (actualmente un café), y también se construyó el Lange Bau y el Entréebau, que extendieron el complejo hacia el oeste con el Prinz-Albrecht-Bau para proporcionar más espacio habitable a su familia. Sin embargo, los ambiciosos planes que Wilhelm Moritz y el arquitecto Johann Philipp Meyer (alrededor de 1720) habían ideado para un gran palacio barroco con una gran cúpula de cristal nunca se llevaron a cabo por completo. Probablemente parte de la financiación procediera de la venta del condado de Tecklenburg a Prusia en 1707. Wilhelm Moritz había recibido el condado en 1699, tras un proceso legal de 150 años. Por poder llevar a cabo esta operación contra sus parientes, fue galardonado con la Orden del Águila Negra por el rey Federico I de Prusia el 13 de julio de 1707 y fue nombrado miembro de la Cámara Alta.  
Pero Wilhelm Moritz no se centró únicamente en la grandeza. Como gobernante, hizo mucho por su condado, ya que promovió la economía mediante la fundación de ferrerías y fábricas. También acogió en el condado a fabricantes, comerciantes y artesanos extranjeros, sobre todo hugonotes. Inició la formación de gremios de sastres, panaderos, toneleros, cerveceros y pastores.Lo más notable es que la ciudad de Braunfels le debe su hermoso y pintoresco mercado.
Wilhelm Moritz falleció el 9 de febrero de 1724, a la edad de 73 años.Su hijo, Federico Guillermo (1696-1761), se convirtió en el primer príncipe de Solms-Braunfels, elevado a este rango imperial por el emperador Carlos VII el 22 de mayo de 1742.  Debido a su mala salud, Federico Guillermo no gobernó extensamente, pero logró concertar matrimonios ventajosos para sus hijos y asegurar alianzas con familias poderosas de todo el país.

### SigloXIX

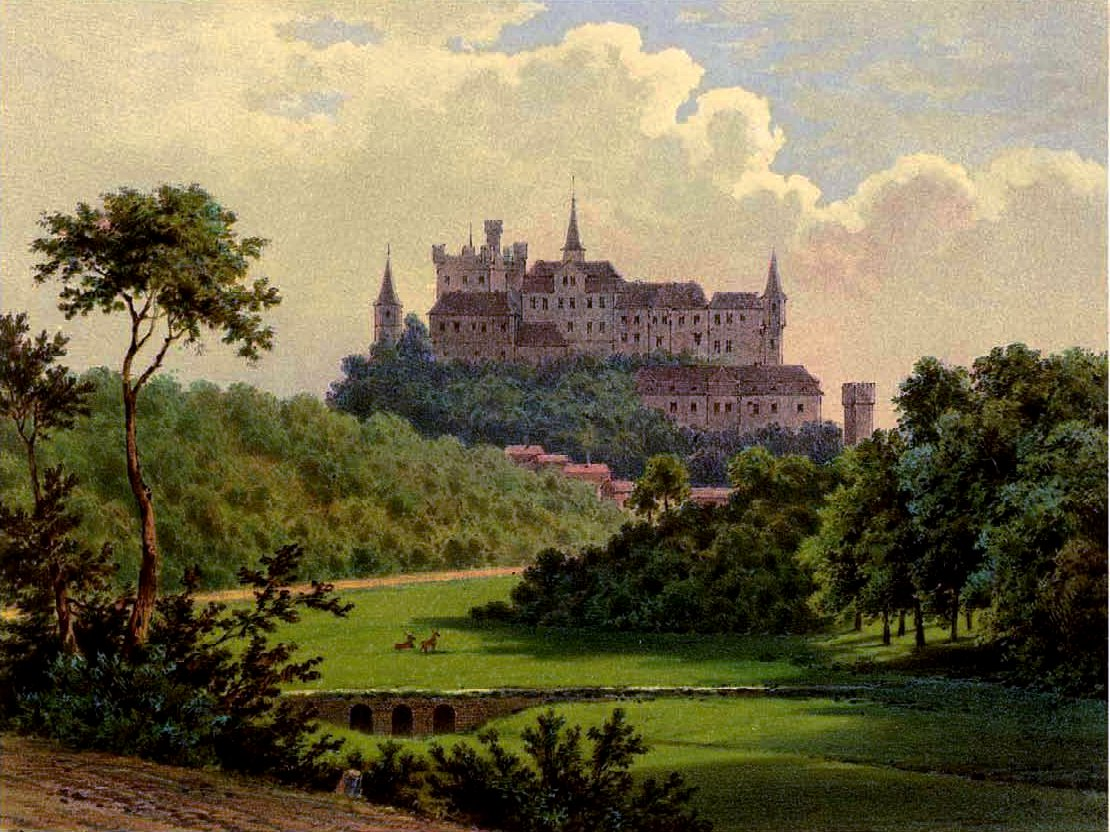
El castillo de Braunfels, obra de Alexander Duncker, en torno a 1866

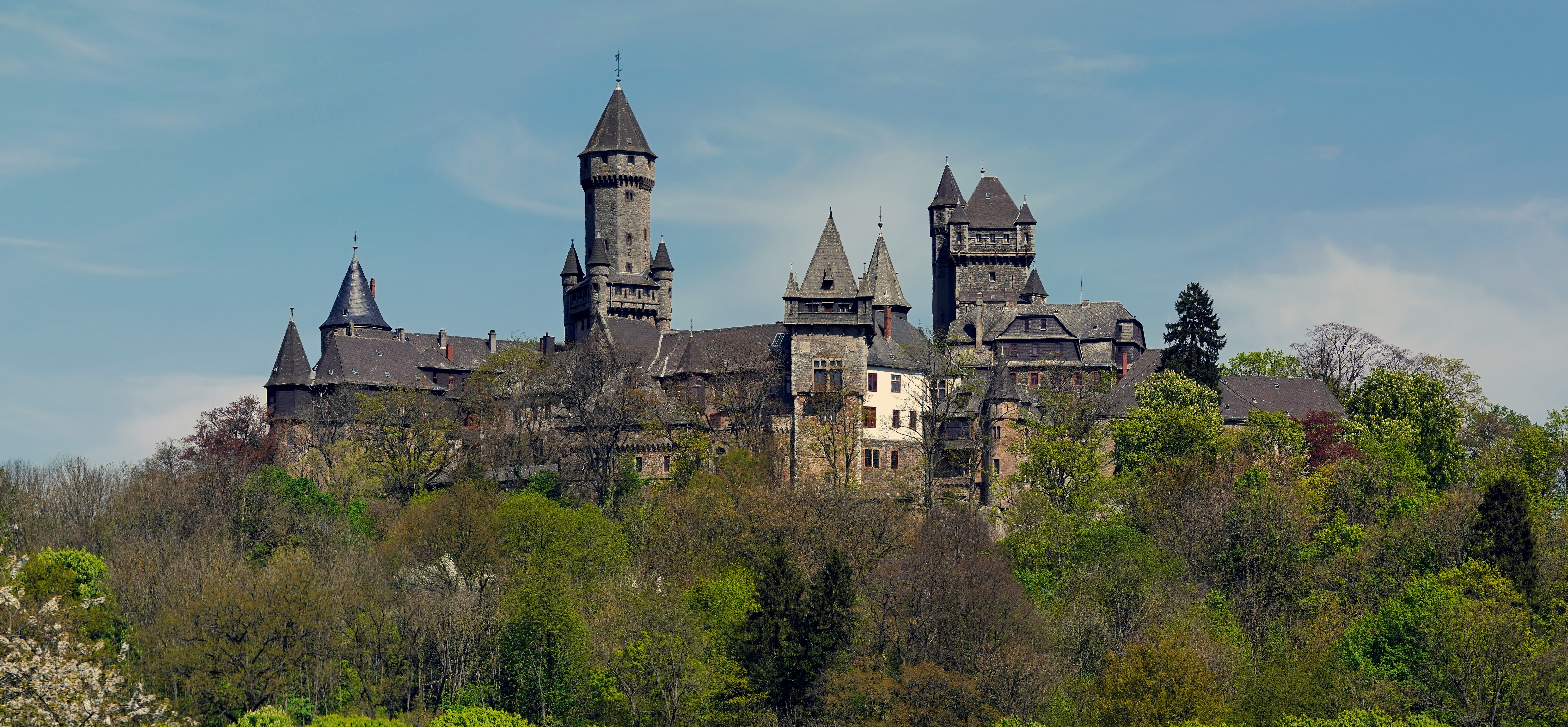
Castillo de Braunfels (2014)

En 1806, el principado de Solms-Braunfels fue mediatizado y sus territorios pasaron a formar parte del ducado de Nassau. En 1815, el principado pasó a formar parte de la provincia renana de Prusia. Sin embargo, el castillo permaneció en manos de la familia principesca y siguió siendo la sede del gobierno principesco hasta 1848.
Dos reconstrucciones en el siglo XIX cambiaron el aspecto del castillo y crearon lo que algunos llamaron el Castillo de Neuschwanstein de Hesse: 
Hacia 1840, el IV príncipe Fernando (1797-1873) llevó a cabo reformas y restauraciones neogóticas. Con el objetivo de revivir la Edad Media, se creó un castillo idealizado de fantasía, distinto a todo lo que había existido en la Edad Media real. El modelo para esta obra fue la renovación del castillo de Rheinstein siguiendo el estilo del romanticismo renano. El príncipe Fernando entabló una estrecha amistad con el propietario de este último, el príncipe Federico de Prusia. Al mismo tiempo, el príncipe Fernando hizo construir el castillo de Diana, como pabellón de caza, cerca de Greifenstein.
La Sala de los Caballeros (Rittersaal en alemán) se inauguró ceremoniosamente el 29 de julio de 1847, el día en que la princesa Ottilie cumplía 40 años. Su marido, el príncipe Ferdinand, había conseguido un regalo de cumpleaños realmente especial que, además, proporcionó el marco perfecto para la celebración.
A partir de 1880, bajo el reinado del sexto príncipe Jorge (1836-1891) y su esposa, la princesa Emanuela, el castillo de Braunfels fue objeto de importantes ampliaciones de estilo historicista, como la adición de una segunda torre del homenaje, orieles y pequeñas torres. Los arquitectos Edwin Oppler, Hugo von Ritgen y Rudolf Wiegmann, inspirados en figuras como Eugène Viollet-le-Duc, Émile y Paul Boeswillwald, supervisaron la construcción. Por el matrimonio de su madre, el príncipe Jorge era hermanastro del rey Jorge V de Hannover, que construyó el neogótico Welfenschloss de Hannover y el castillo de Marienburg, en el que también participó Oppler, lo que explica la conexión del arquitecto con el castillo de Braunfels.
La coronación de la nueva torre octogonal se celebró el 2 de julio de 1884.  Tras su finalización, la ampliación historicista del castillo de Braunfels fue considerada admirable: el castillo fue considerado por muchos como uno de los más bellos de los países alemanes.

### Von Oppersdorff-Solms-Braunfels

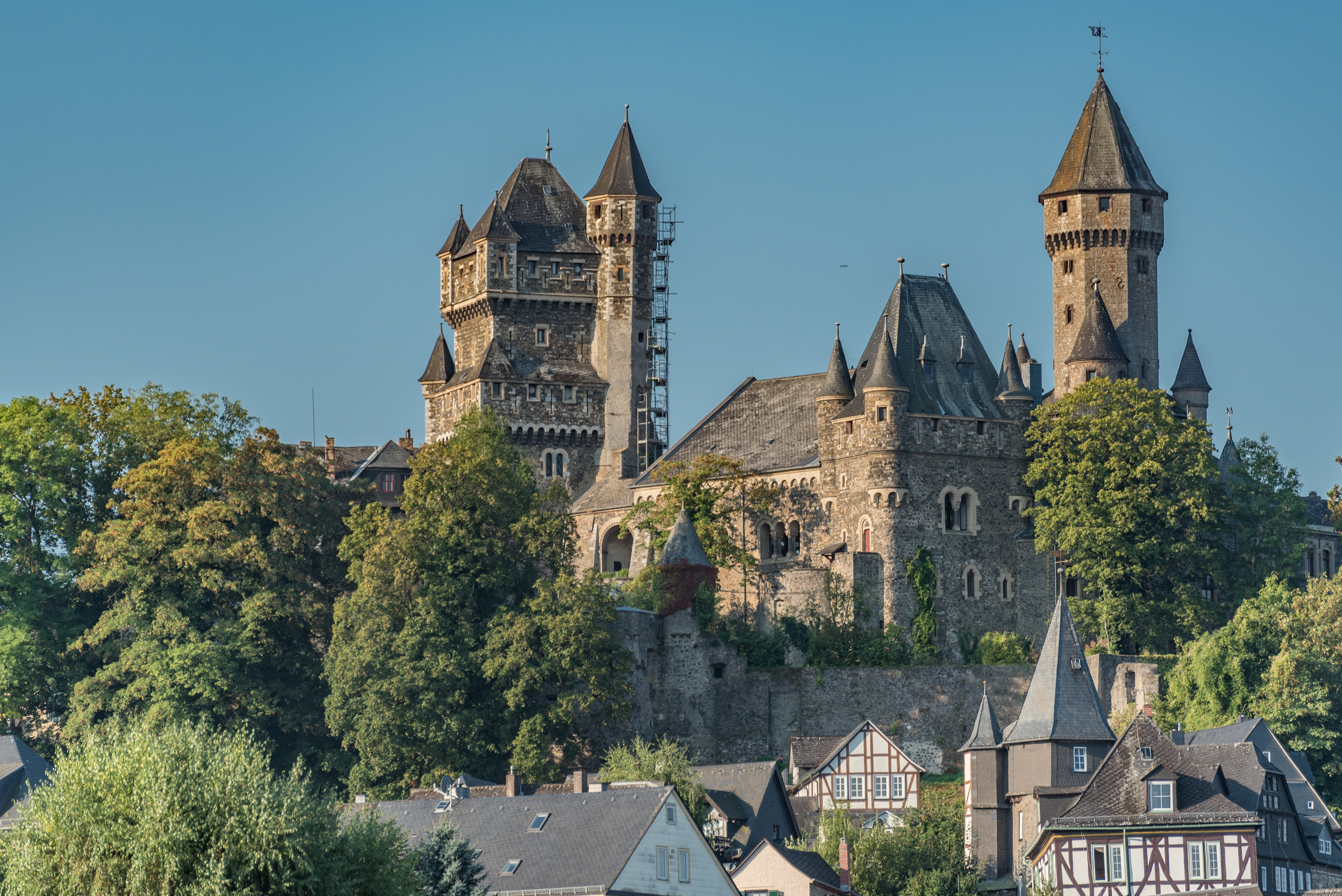
Castillo de Braunfels (2016)

La rama principal de la Casa principesca de Solms-Braunfels se extinguió cuando Jorge Federico Víctor, el séptimo príncipe, falleció en 1970. Los castillos de Braunfels y Hungen, incluidas sus propiedades agrícolas y forestales, fueron heredados por la hija del último príncipe, Maria Gabrielle de Solms-Braunfels (1918-2003), y su marido Hans Georg, conde von Oppersdorff (1920-2003).
Los condes von Oppersdorff son originalmente una antigua familia noble alemana, originaria de Silesia, con sede en Schloss Oberglogau en lo que hoy es Głogówek, Polonia. Desde 1969, ellos y su descendencia llevan el nombre de conde/condesa von Oppersdorff-Solms-Braunfels, con el consentimiento del Ministerio del Interior de Hesse. El conde Hans Georg dirigió la finca durante más de 50 años, supervisando la renovación, restauración y mantenimiento del castillo, su inventario y sus edificios asociados.

## Arquitectura

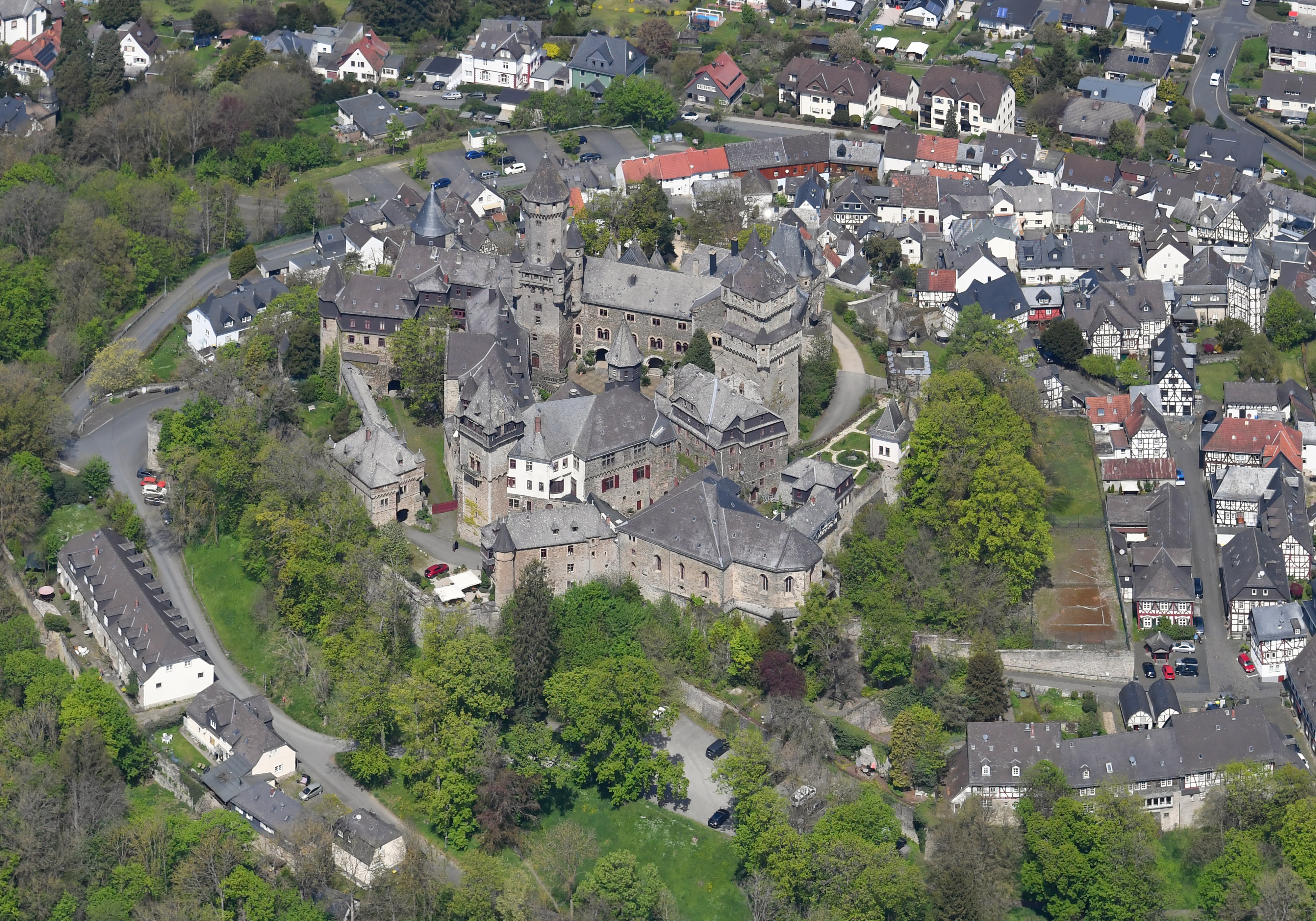
Vista aérea del castillo de Braunfels

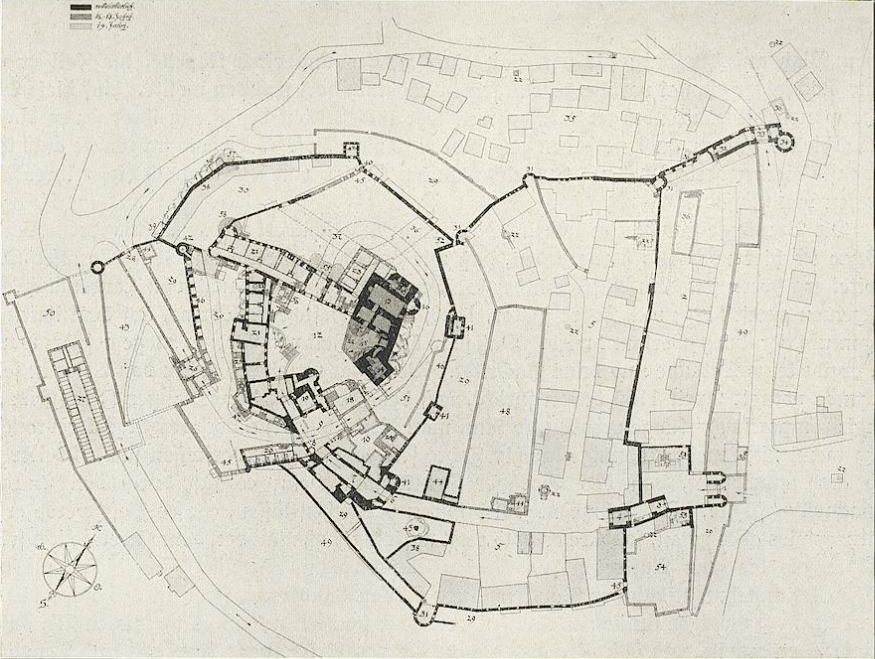
Plano del castillo de Braunfels

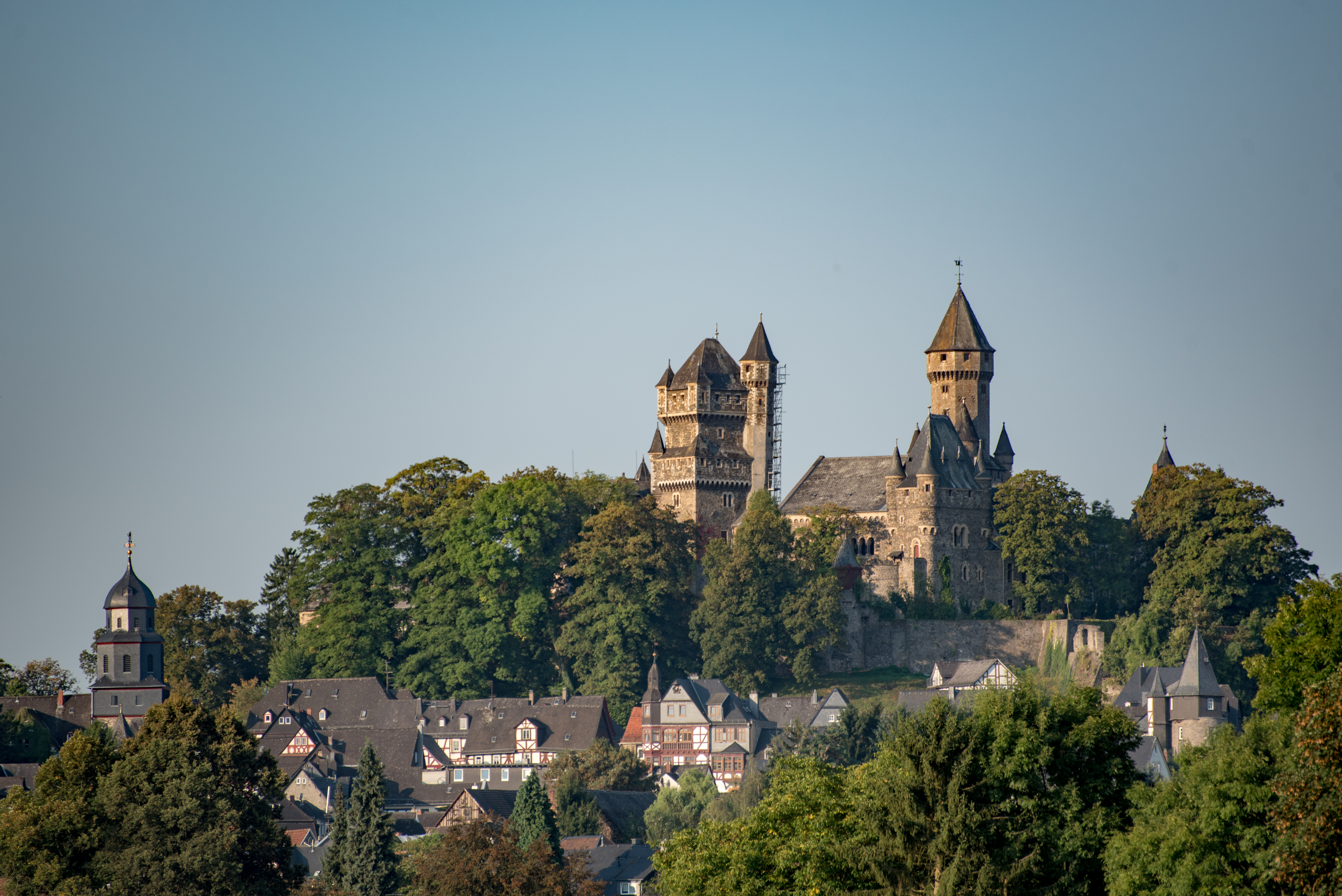
El castillo de Braunfels y la ciudad

Debido a su larga historia de construcciones, el exterior del castillo ha mantenido una gran heterogeneidad estilística hasta la última gran renovación. Desde esa última gran renovación, finalizada en 1885, gran parte del complejo exhibe el estilo historicista. Los elementos principales son:
- El núcleo del castillo es del siglo XIII e incluye la torre de vigilancia (Friedrichsturm), la torre del homenaje (Alter Stock), las palas y el muro del escudo. A pesar de las alteraciones posteriores, aún se aprecian claramente elementos de estilo románico, como la maciza mampostería con bíforas de arco de medio punto con un arco sobrepuesto y capiteles de hojas.

- Se realizaron ampliaciones, entre las que destacan un patio de armas exterior y almenas orientadas hacia la ciudad (el lado del ataque). La puerta «Unterste Pforte» data de alrededor del año 1350, la torre de la puerta central de alrededor del año 1460 (con una estructura superior barroca y su conversión en campanario en 1682), la puerta superior del castillo con un portal de arco apuntado de 1491; el edificio ottoniano («Fürstenbau») de alrededor del año 1500, y la iglesia del castillo, una iglesia de tres naves construida sobre las galerías del zwinger superior (probablemente consagrada en 1501, con pinturas murales de 1504).

- Añadidos barrocos: la «Neutor» (Puerta del Archivo) en el noroeste, el edificio de entrada (portería del patio del castillo), el Edificio Largo (al sur de la Torre del Homenaje Nueva), el Edificio Weeden, así como los establos, el cuerpo de guardia del castillo y los cuarteles (erigidos por primera vez justo antes del gran incendio de la ciudad de 1679 y reconstruidos posteriormente)

De estilo historicista, destacan la «Torre Georg» (frente al actual café del castillo) y el recrecimiento de la torre más alta del castillo, la Nueva Torre del Homenaje, con sus torrecillas flanqueantes (1884).
Debido a las continuas renovaciones, incluso los edificios más antiguos sufrieron cambios constantes. Por ejemplo, en el siglo XIX, el Alter Stock, las Palas y la torre norte se adornaron con almenas y se cerraron espacios abiertos entre estructuras que antes estaban aisladas.

## El interior del castillo
El castillo se puede visitar con visitas guiadas. Las secciones principales son las salas señoriales, las colecciones del monasterio de Altenberg y el museo dedicado a la familia principesca.

### Habitaciones señoriales

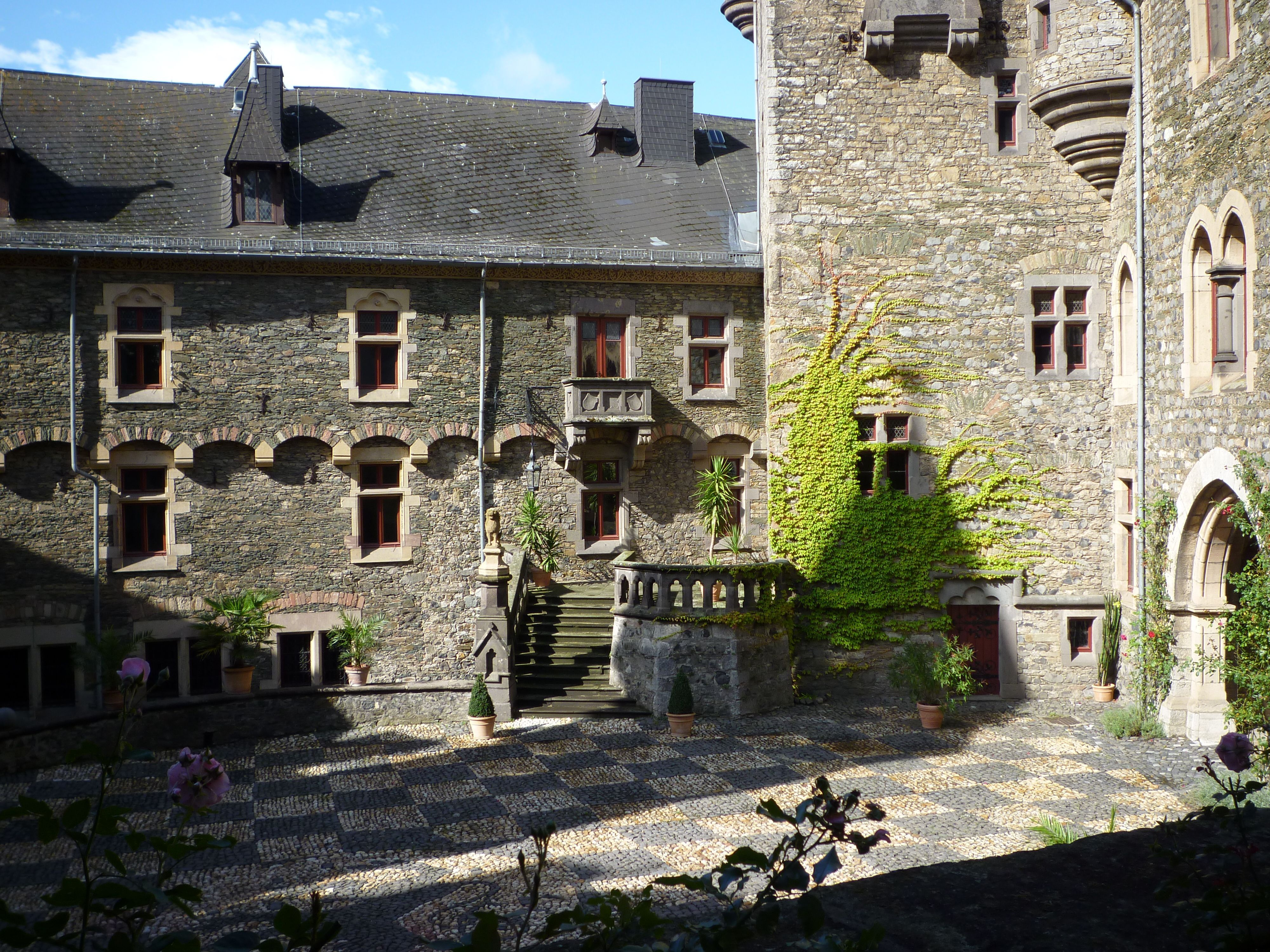
Una vista hacia el patio

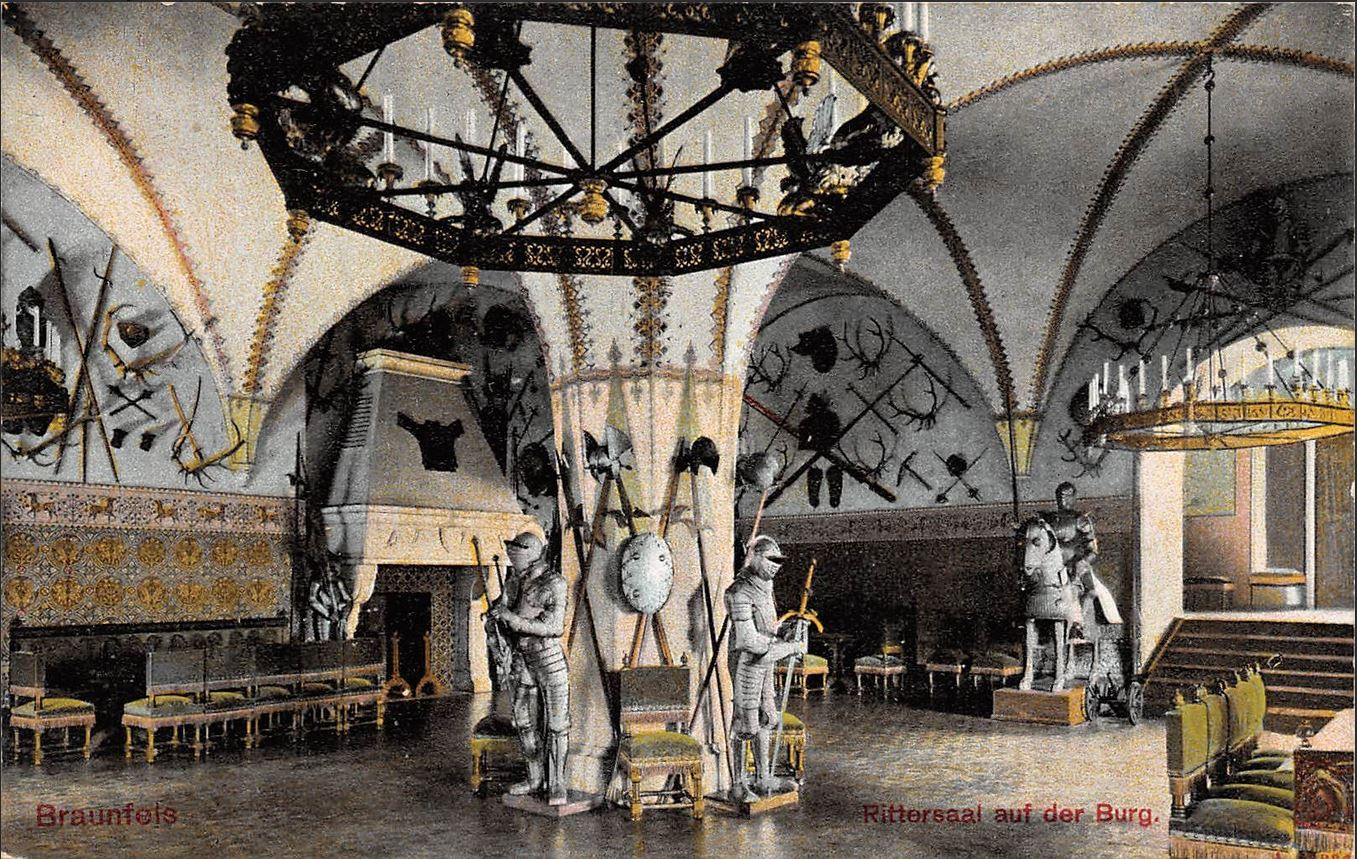
Sala de los Caballeros

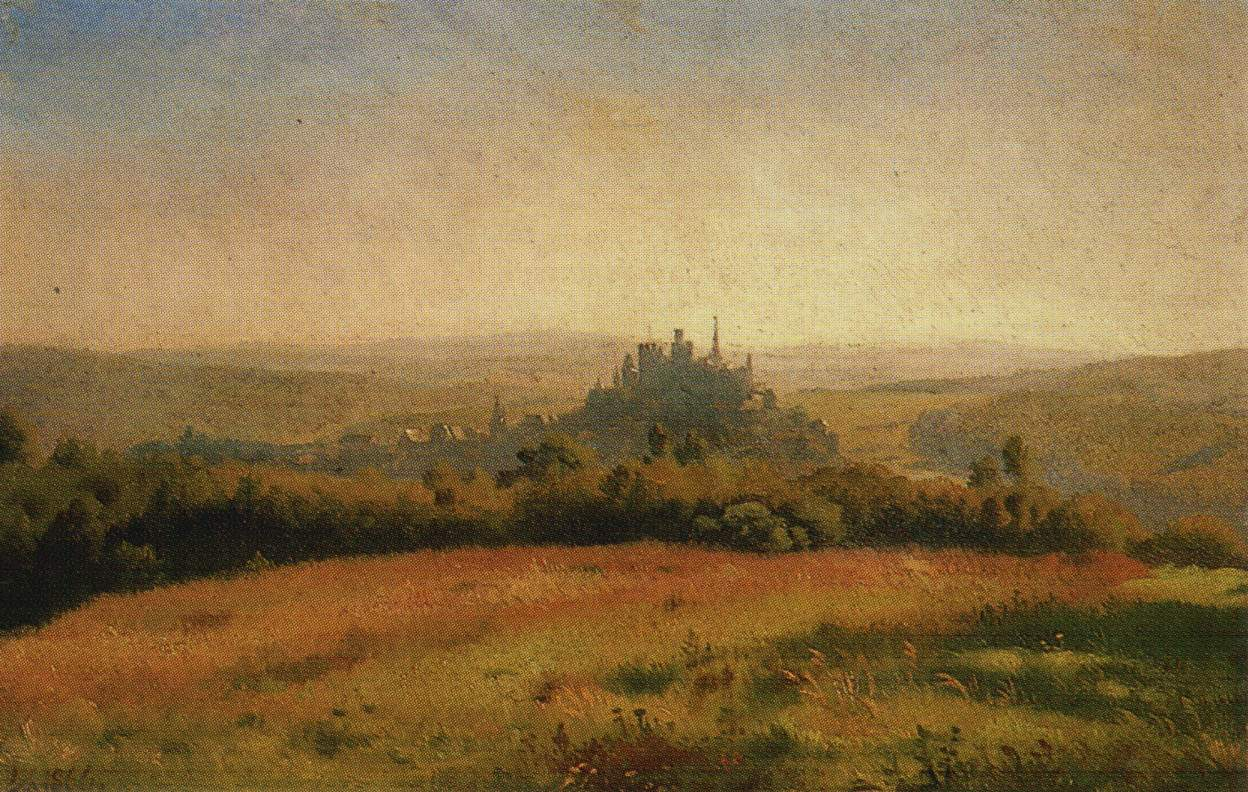
El castillo de Braunfels, de Johannes Deiker

Las colecciones de muebles y arte de la familia principesca Solms-Braunfels abarcan desde el siglo XIII hasta el XIX.
La «Sala de los Caballeros», restaurada en el siglo XIX, se encuentra en el palacio medieval. En ella se exponen espadas, armas de asta, armas de fuego y armaduras para guerreros y caballos desde la Edad Media hasta el Barroco. Entre los objetos más antiguos se encuentran una espada gótica y una cota de malla de las Cruzadas, fabricada con 60 000 pequeños anillos (el proceso de fabricación de los cuales requirió entre uno y dos años de trabajo artesanal). Las armaduras de la época de Maximiliano probablemente proceden de Milán.
En la Sala de la Escalera y la Pinacoteca se exponen pinturas al óleo, principalmente retratos familiares, escenas mitológicas y alegóricas, de maestros italianos, españoles, holandeses y alemanes desde el Renacimiento hasta el Clasicismo. En el centro de la Sala de la Escalera se encuentra un busto de Federico III, emperador alemán y rey de Prusia durante 99 días entre marzo y junio de 1888, durante el Año de los Tres Emperadores.
La Sala de Tapices exhibe cinco tapices flamencos de alrededor de 1600, que representan escenas de caza y pastoriles. La chimenea data del año 1674 y procede de la fundición de Aßlar.
Otro punto culminante de la colección de arte es la Sala Flamenca, que alberga retratos, marinas y escenas de género de artistas como  Adriaen van de Velde, Jan Miense Molenaer y Adriaen van Ostade. Aquí también se encuentra otra chimenea de Aßlar.
La Sala Tischbein debe su nombre a la familia de pintores Tischbein, que trabajó para los condes de Solms durante varias generaciones en el siglo XVIII. Otros retratos, escenas de caza y cuadros de género se exponen en la Galería Deiker, el Salón Azul y el Salón Rosa, que fue pintado por el artista de la corte del príncipe Fernando entre 1843 y 1868. Entre las antigüedades familiares de los salones de estado se incluyen jarrones de origen asiático oriental, así como piezas de las manufacturas de porcelana de San Petersburgo y Berlín. También se exhibe en una vitrina una pequeña colección de cristal, con vasos de hilo veneciano y vasos Römer.

### Habitaciones Altenberg
Las llamadas "Estancias de Altenberg" albergan muebles del antiguo Monasterio de Altenberg. Cuando el monasterio fue secularizado tras el« Reichsdeputationshauptschluss» (Receso Final o Receso Imperial de 1803), los príncipes de Solms adquirieron sus contenidos.
La Sala Gótica alberga un altar gótico tardío y una Virgen renana (hacia 1400). También se exhibe un cofre perteneciente a Gertrudis de Aldenberg, que al parecer se utilizó para guardar objetos de su madre, santa Isabel de Hungría. Tras la muerte de su marido, el landgrave Luis IV de Turingia, en 1227, Isabel se vio obligada a abandonar Wartburgo y se convirtió en enfermera de un hospital franciscano que había fundado en 1229. Tuvo que dejar a su hija Gertrud, de cuatro años, al cuidado del monasterio de Altenberg, bajo la dirección de su confesor, Conrado de Marburgo.
En la sala adyacente, la de los Paramentos, se conservan más posibles reliquias de Santa Isabel, que datan del siglo XIII. Aunque es imposible verificar si la jarra de plata en la que supuestamente Isabel sirvió vino a los enfermos o el anillo, que se dice que fue un regalo del landgrave con una gran piedra ovalada que se rompió en el momento de su muerte, pertenecieron realmente a Isabel, estos objetos alimentan la narración histórica y las leyendas que rodean el castillo de Braunfels.
El Altar de Altenberg, de alrededor de 1330, es una obra de un maestro desconocido. Este altar alado con tracería gótica albergaba originalmente una escultura de la Virgen con el Niño de la segunda mitad del siglo XIV.

### Museo de la Familia Principesca
El Museo de la Familia Principesca, situado en el Edificio Largo (al que se puede acceder individualmente mediante una entrada que funciona con monedas), contiene colecciones adicionales de armas y arte, monedas, medallas, ropa y una colección de cristal de Bohemia propiedad de los príncipes de Solms. También cuenta con una sección de prehistoria, fruto de la colaboración entre el III Príncipe Guillermo (1759-1837) y el archivero Jakob-Carl Schaum en torno al año 1815, quien mantenía correspondencia frecuente con Johann Wolfgang von Goethe. 
Uno de los hallazgos más curiosos es un dios de la fertilidad del tercer milenio a. C., desenterrado en 1959 cerca de Kraftsolms, de un tipo típico de Asia Menor . Otras antigüedades familiares incluyen una colección de porcelana de Meissen, cristal de Bohemia, esculturas y platería.

## Las terrazas del castillo

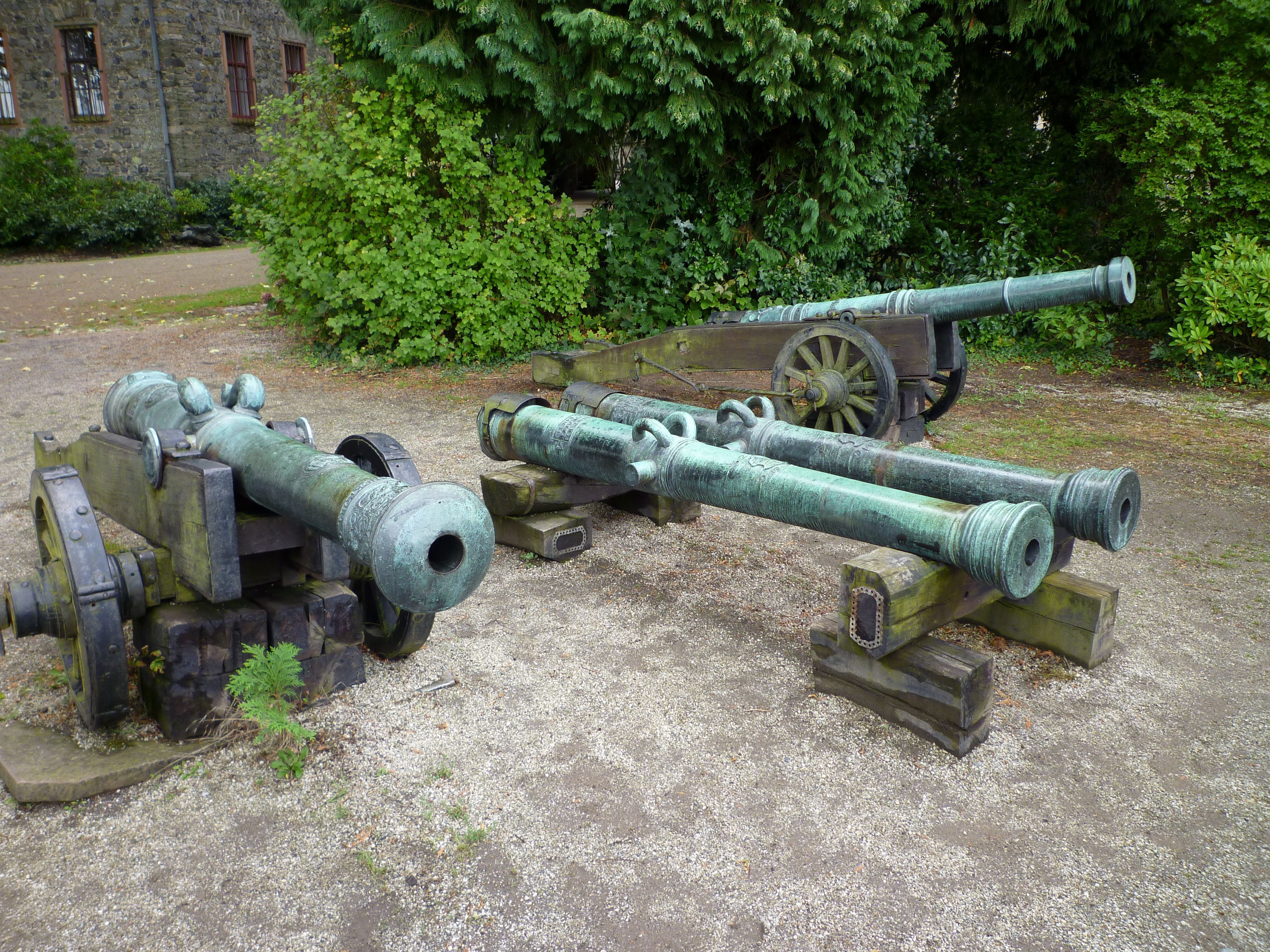
Los cañones de bronce en las terrazas del castillo Braunfels

Al norte se halla la batería, donde se exhiben cuatro cañones de bronce del siglo XVI. Desde la terraza, se disfruta de vistas hacia el sureste, más allá del casco antiguo de Braunfels y hacia la campiña circundante. 

## Parque y jardines
Enclavado en un paisaje de bosques y parques que se extiende ampliamente al norte y al oeste del castillo, hay un campo de golf de 18 hoyos ondulado y técnicamente desafiante, diseñado en 1971 por Bernhard von Limburger. El campo cuenta con árboles históricos y estanques naturales que actúan como obstáculos de agua. La casa club es un edificio renovado con entramado de madera. 

## Iglesia del castillo

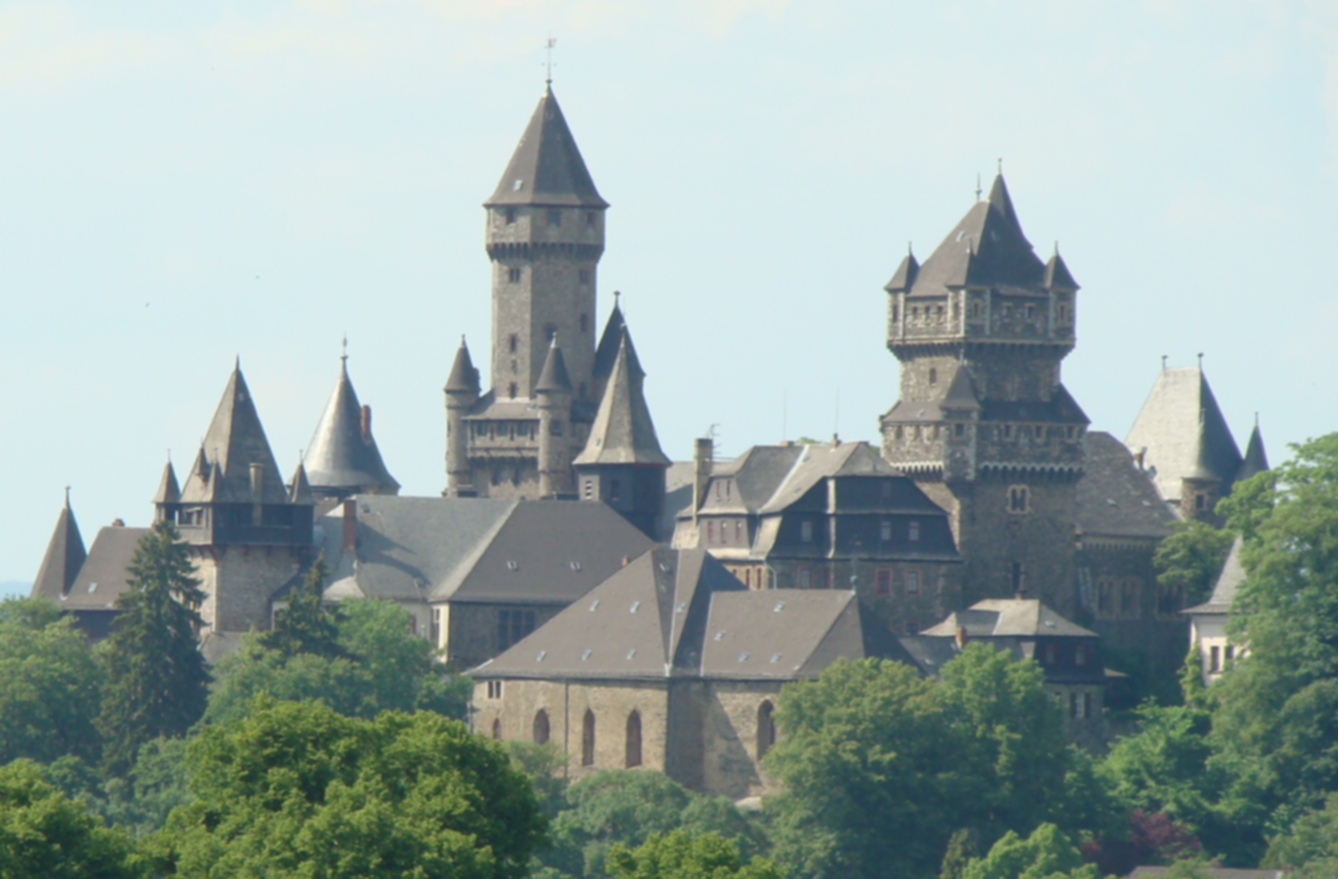
Castillo de Braunfels con la iglesia del castillo

La iglesia del castillo de Braunfels, también conocida como Schlosskirche Braunfels, es una iglesia de estilo gótico tardío. Terminada en 1501, consta de tres naves, un coro de 3/8 y una sacristía adosada al norte. Hasta 1883 fue el lugar de enterramiento de los condes y príncipes de Solms-Braunfels. Debido a su importancia histórica, artística, urbanística y científica, la iglesia está declarada monumento cultural de Hesse. En la actualidad, forma parte del museo principesco y es utilizada por la congregación protestante, así como, desde la década de 1980, por la comunidad católica.

### Historia

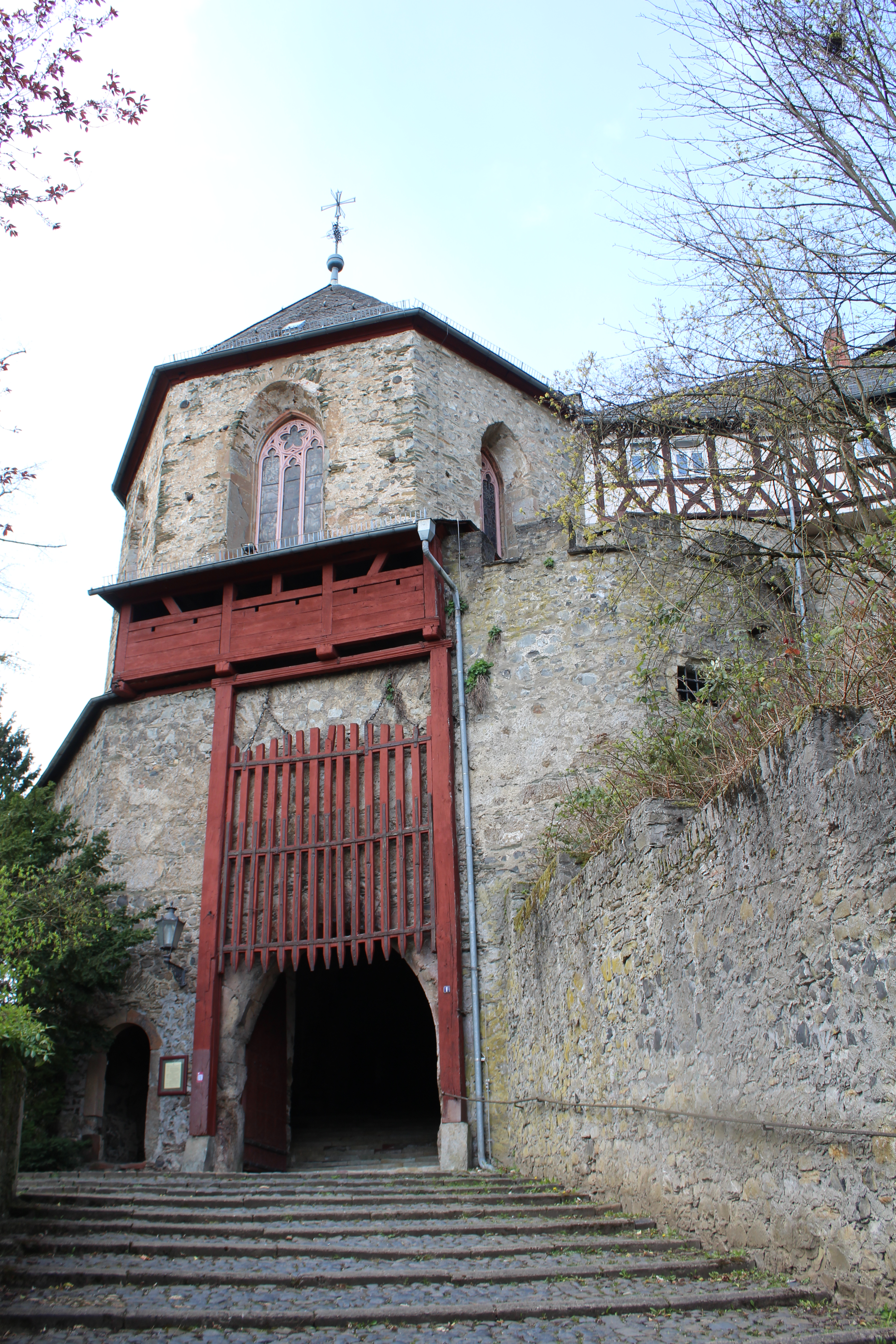
Entrada al castillo de Braunfels con la iglesia del castillo encima

Bernhard II, conde de Solms-Braunfels (m. 1459), mandó construir en 1451 una capilla dedicada a San Galo en el castillo de Braunfels. Se desconoce su ubicación exacta, aunque podría tratarse de la sacristía.
El conde Otón II de Solms mandó construir una nueva iglesia de estilo gótico tardío entre 1491 y 1501 para sustituir a la anterior capilla del castillo. Para ello, se abovedó el patio de armas más antiguo, situado bajo la Puerta Superior, y se construyó la iglesia sobre esta bóveda. Este tipo de edificio sagrado visible desde el exterior sobre un patio de armas se utilizaba en la Edad Media para disuadir a los enemigos.
Originalmente, la iglesia contaba con cinco altares dedicados a Santa Ana, Santa María, San Jorge, San Sebastián y San Cristóbal, de los que hoy no queda ninguno. El mobiliario interior se modificó en varias ocasiones a lo largo de los años. A pesar del incendio del castillo en 1679, la estructura de la iglesia se ha conservado íntegra hasta nuestros días. En 1679, el maestro de obras Johann Ludwig Krieber restauró el tejado. Soportaba un campanario que se volvió a desmontar a mediados del siglo XVIII. Después de este año, las paredes del coro fueron revestidas con paneles y cornisas. Las baldosas de terracota del suelo del coro, de estilo gótico tardío, probablemente datan del siglo XVI.
En 1868, se llevó a cabo una restauración integral del interior de la iglesia del castillo, durante la cual se instalaron los bancos, la sillería del coro y las galerías actuales. El suelo de la nave se pavimentó con losas de Lungstein. Tras la restauración de la zona del coro en 2016, en 2018 se renovaron las naves central y laterales.

### Arquitectura
La nave de la iglesia de tres naves tiene una bóveda estrellada, mientras que las naves laterales presentan bóvedas de crucería que descansan sobre cuatro columnas redondas con ménsulas grotescas y también sobre los muros circundantes. Sobre el coro de una sola nave, que tiene planta 3/8 de octógono, hay una bóveda de malla sobre piedras heráldicas, y aún pueden verse las tres saeteras anteriores en el muro sur.
La tracería original de las ventanas sólo se conserva en la sacristía. Las vidrieras emplomadas que actualmente se encuentran en la iglesia fueron instaladas en abril de 1902. La ventana del coro izquierdo representa a los evangelistas Lucas y Marcos, mientras que la derecha muestra a Juan y Mateo. La gran ventana doble en el centro del coro representa la escena de la Crucifixión.
La ventana detrás del asiento del pastor muestra diseños ornamentales, con la cruz en el centro, rodeada por la corona de espinas y las Sagradas Escrituras con las letras A y O ('Alfa' y 'Omega', Apocalipsis 21:6, Biblia de Lutero).
Se accede a la iglesia desde el suroeste a través de una entrada en forma de nicho desde el patio exterior del castillo. El portal neogótico probablemente se añadió alrededor de 1845.

### Interior de la iglesia

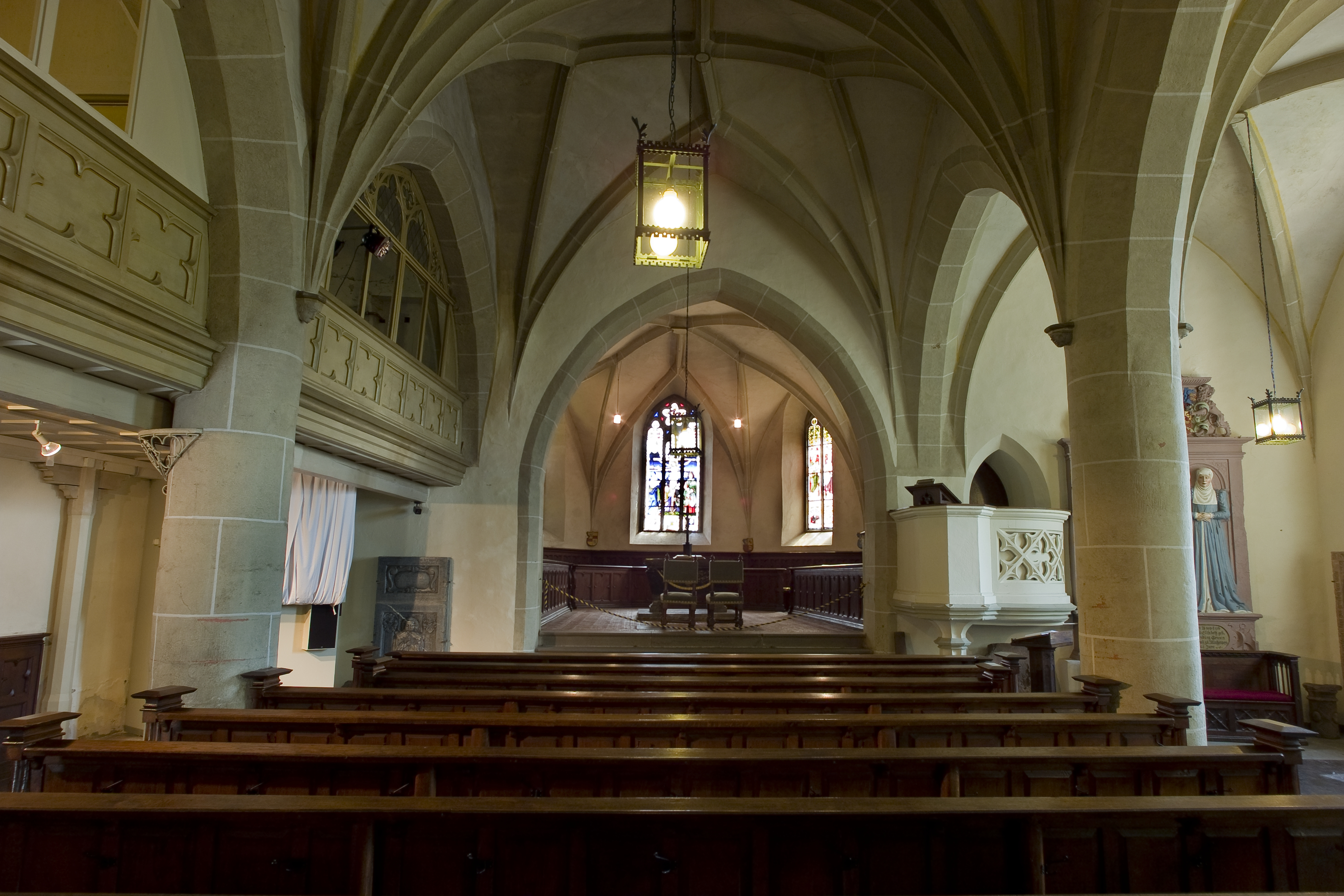
El interior de la iglesia del castillo de Braunfels

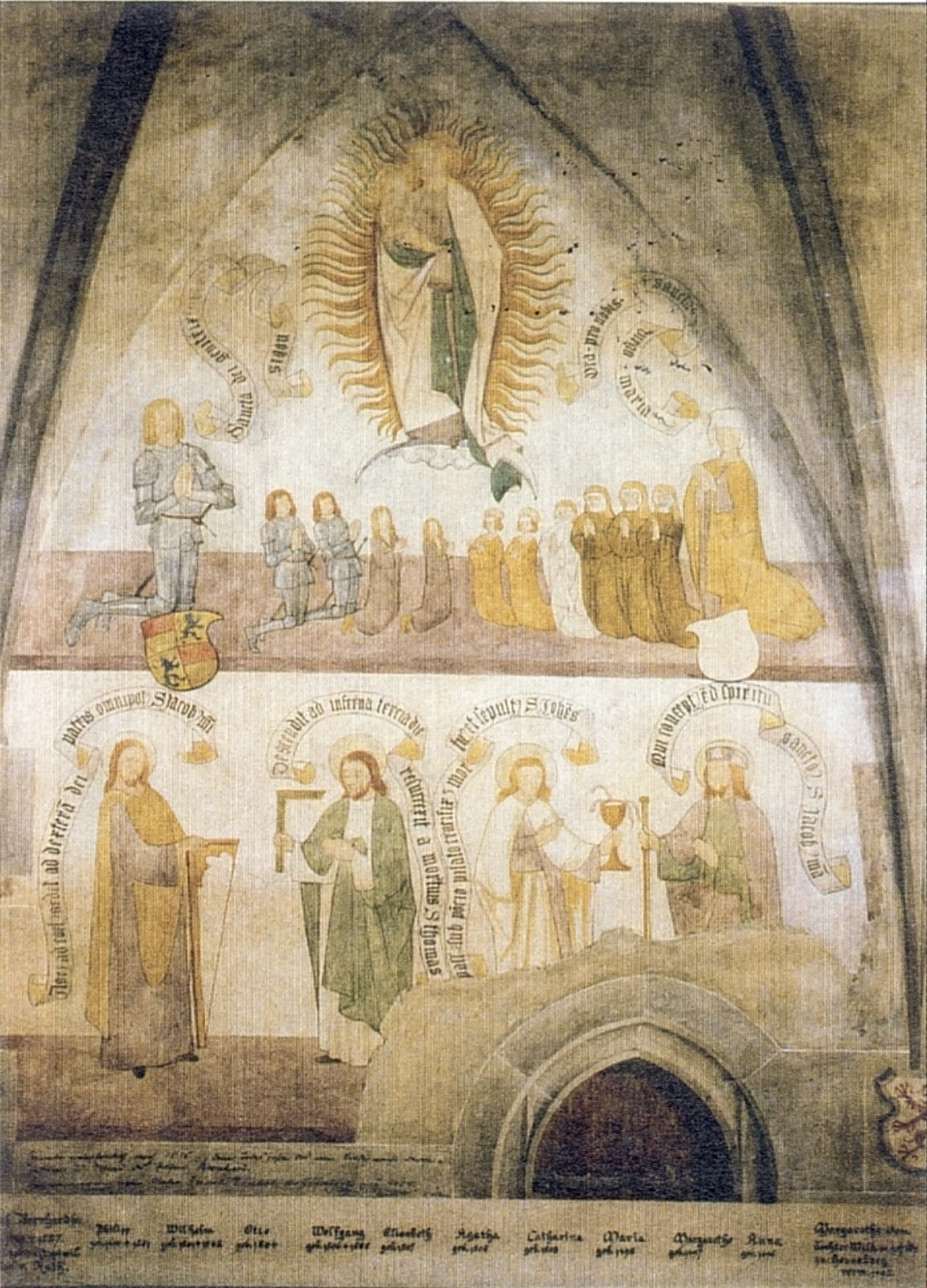
Frescos en la iglesia del castillo de Braunfels

Originalmente, la iglesia estaba adornada con pinturas ricamente decorativas en las paredes y bóvedas. Durante la renovación de 1902 se descubrieron restos de enrejados góticos. Debido a su mal estado y a la falta de documentación, no fue posible reconstruirlas, por lo que se pintaron encima. La pintura interior actual se basa en un diseño del inspector de edificios Carl Seiler.
Sin embargo, se descubrió una pintura votiva relativamente bien conservada en el muro norte del coro, encima de la puerta de la sacristía. Probablemente data de después de 1515 y ocupa todo el vano de la bóveda. La pintura representa al conde Bernhard III de Solms-Braunfels con su esposa e hijos arrodillados bajo una Virgen (la Madre de Dios, María con el Niño). En la parte inferior del fresco se representa a los apóstoles Santiago el Menor, Tomás, Juan y Santiago el Mayor con sus atributos, bajo estandartes en los que se inscriben las declaraciones de fe tradicionalmente asociadas a cada apóstol.
La base del púlpito fue realizada durante el período gótico tardío. Las galerías y los bancos de la iglesia datan de 1868.
El altar consiste en un sarcófago de mármol negro de Nassau Lahn. Fue donado en 1785 por el III príncipe Guillermo de Solms-Braunfels y sus dos hermanas, Auguste y Luise, para sus padres, Ferdinand y Sophie, que habían sido enterrados en el panteón familiar bajo el coro en 1783 y 1772. En esta ocasión, los dos féretros se sacaron de la bóveda y se colocaron bajo dos losas de mármol azul en el coro, delante del altar-sarcófago.

### Órgano
En 1688, el organero Grieb de Griedel construyó un nuevo órgano con diez registros. La familia de organeros Dreuth se encargó de su mantenimiento en el siglo XVIII y lo vendió a Kraftsolms en 1804. El órgano actual tiene sus orígenes en un pequeño órgano de coro construido por Johann Friedrich Syer entre 1766 y 1768 para el monasterio de Arnsburgo. Durante la secularización, el instrumento fue trasladado a Braunfels en 1804 e instalado inicialmente en la zona del coro. En 1900, Gustav Raßmann lo trasladó a su ubicación actual en la galería, construyó la caja neogótica con tracería y lo amplió con un segundo manual (teclado). Günter Hardt, sucesor de Raßmann, realizó ajustes y ampliaciones de sonido en 1950 y 1965. Se han conservado los registros originales de Syer. En total, el órgano cuenta con 21 registros repartidos en dos manuales y un pedal.

### Tumbas

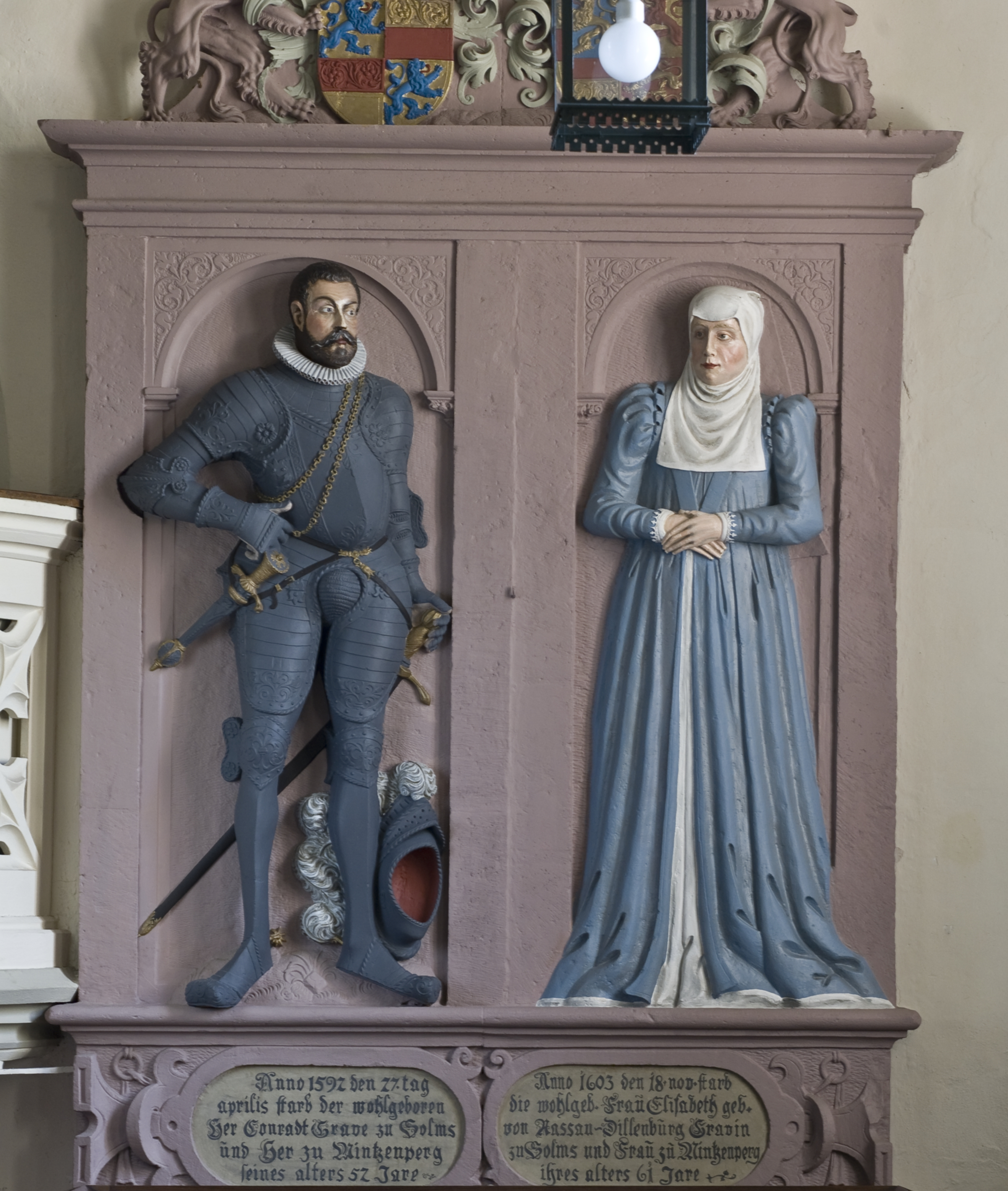
La colorida tumba del conde Conrado y su esposa Isabel

En la pared este de la nave lateral derecha, a la derecha del púlpito, se encuentra la lápida de tamaño natural, de rico diseño y colorido, del conde Conrad de Solms-Braunfels (1540-1592) y su esposa, la condesa Elisabeth de Nassau-Dillenburg (1542-1603). En los nichos poco profundos de la lápida se les representa vestidos como caballeros alemanes de la época, con una espada en el lado izquierdo y un puñal en el derecho. A sus pies lleva un casco con la visera abierta, símbolo de su nobleza. A su izquierda, Isabel está de pie, con un modesto vestido de convento cuyos pliegues se consideran una obra particularmente bien ejecutada por el artista desconocido. La coloración actual data de 1985.
A la derecha de la lápida de los padres, en el centro del muro sur exterior de la iglesia, hay un epitafio de madera ricamente tallado y decorado con guarniciones y escudos de armas, dedicado a un hijo y cuatro hijas del conde Conrad y Elisabeth, que murieron de viruela en la infancia.
Entre la lápida de la pareja de condes Conrad/Elisabeth y el epitafio de madera de sus hijos se encuentra la lápida de piedra a tamaño natural del conde Guillermo de Solms-Braunfels (1501-1542), hijo del conde Bernhard III. Guillermo murió en 1542 en Eferding (Austria) a causa de las heridas sufridas en la batalla contra los turcos. Esta lápida es también una obra escultórica del gótico tardío, en la que se aprecia la influencia de Stephan Rottaler.
No están claros el origen ni la conexión con la Casa Solms de una losa de piedra que se encuentra a la izquierda frente al altar. Conmemora a dos hijos de Wolfgang Ehrenreich von Borschittaw y su esposa Magdalena Catharina, de soltera von Angern, que murió joven.

### Reforma y uso de la Iglesia
El conde Philipp de Solms-Braunfels (1494-1581) llevó a cabo la reforma protestante en la región de Braunfels. Hasta 1582, Braunfels pertenecía a la parroquia luterana de Altenkirchen, en el condado de Nassau-Dillenburg. Con la introducción de la doctrina reformada más estricta, el conde Conrado separó Braunfels de la parroquia luterana de Altenkirchen en 1582, estableció allí una parroquia independiente, construyó una rectoría, dotó a la parroquia de propiedades e ingresos y abrió la iglesia del castillo a la comunidad reformada en 1583, que hasta entonces había acudido a la iglesia de San Jorge.
El orden sinodal introducido en 1582 con la conversión del conde Conrado a la fe reformada se mantuvo esencialmente en vigor hasta 1739. Sin embargo, durante la guerra de los Treinta Años, el castillo cambió de manos cuatro veces entre 1621 y 1635, y con él la opresión religiosa de la población y los correspondientes cambios en el uso de la iglesia del castillo. No fue hasta la llegada de los suecos en marzo de 1632 que el estado de agitación llegó a su fin, y desde entonces la iglesia del castillo ha sido la iglesia oficial de la parroquia evangélico-reformada de Braunfels. Los príncipes y condes de Braunfels siguieron ejerciendo sus derechos como patronos de la comunidad protestante en confraternidad cristiana, incluso después de que la casa volviera al catolicismo en 1950.
En 1980, la congregación evangélica de Braunfels construyó una nueva iglesia en el centro de la ciudad, cerca de la Iglesia católica de Santa Ana, que existía desde mediados del siglo XIX. Al dejar de utilizar la iglesia del castillo como única iglesia parroquial protestante de la ciudad, se allanó el camino para un uso ampliado en cooperación con los cristianos católicos, que también tienen su propia iglesia parroquial. Gracias a una resolución del presbiterio de 1985 y a los posteriores acuerdos contractuales con el propietario del castillo, se estableció la posibilidad de que la congregación evangélica siguiera utilizando la iglesia del castillo.
En los años siguientes, el espacio de la iglesia se utilizó cada vez más para exposiciones, conciertos y bodas de residentes locales e invitados de fuera de la zona. En 2005, la Iglesia católica, a través de la diócesis de Limburgo, en consulta con la Iglesia evangélica y el propietario del castillo, concedió permiso para celebrar la Santa Misa y bodas según el rito católico. Con esta aprobación del uso católico de la iglesia del castillo, además del uso protestante que se sigue haciendo en determinadas ocasiones, existe ahora la posibilidad de un uso conjunto en Braunfels. Desde entonces, ambas confesiones han aprovechado la oportunidad de celebrar sus propios servicios en un edificio eclesiástico compartido.